# Mistrzostwa Europy w Piłce Nożnej 2012
Mistrzostwa Europy w Piłce Nożnej 2012 (ukr. Чемпіонат Європи з футболу 2012), oficjalnie UEFA Euro 2012 (ukr. УЄФА Євро 2012) – czternasty turniej o mistrzostwo Europy w piłce nożnej mężczyzn, zorganizowany wspólnie przez Polskę i Ukrainę.

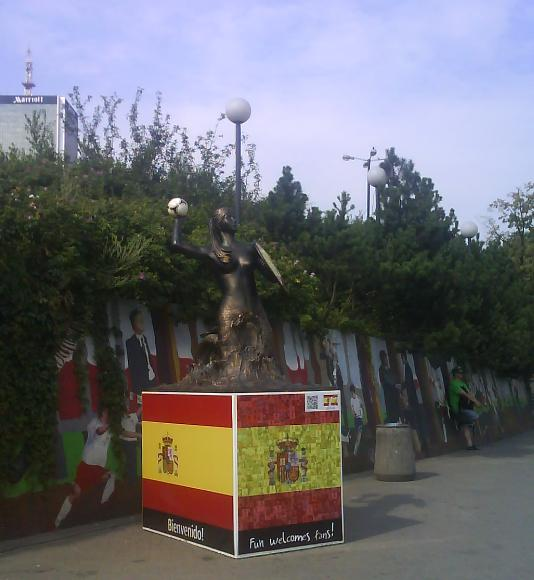
Syrenka warszawska ustrojona we flagę Hiszpanii, zwycięską drużynę Euro 2012

14 grudnia 2009 na placu Michajłowskim w Kijowie oficjalnie zaprezentowano logo i hasło „Razem tworzymy przyszłość” (ukr. Творимо історію разом) Euro 2012.
8 czerwca 2012 turniej rozpoczął mecz otwarcia na Stadionie Narodowym w Warszawie, w którym Polska zremisowała z Grecją, a faza grupowa zakończyła się 19 czerwca. Ćwierćfinały zostały rozegrane od 21 do 24 czerwca, a półfinały 27 i 28 czerwca. Finał Mistrzostw odbył się 1 lipca 2012 na Stadionie Olimpijskim w Kijowie.
Na turnieju zostało rozegranych 31 meczów. Zagrało w nich 14 drużyn narodowych wyłonionych w kwalifikacjach, w których brało udział 51 państw między sierpniem 2010 a listopadem 2011, oraz 2 ekipy gospodarzy. Był to ostatni turniej rozegrany w tym systemie, gdyż od 2016 roku w 51 meczach rywalizują 24 drużyny.
1 lipca 2012 reprezentacja Hiszpanii pokonała w finale Włochów (4:0) i jako pierwsza w historii obroniła tytuł Mistrza Europy z poprzednich mistrzostw. Jednocześnie stała się pierwszą w dziejach reprezentacją, która trzeci raz z rzędu uzyskała tytuł mistrzowski (w 2010 r. odniosła zwycięstwo na Mundialu).
Zwycięzca Euro 2012 miał otrzymać automatyczną kwalifikację do Pucharu Konfederacji w piłce nożnej 2013 w Brazylii, jednak w związku z wygraną Hiszpanii, która do Pucharu Konfederacji zakwalifikowała się już jako Mistrz Świata 2010, miejsce to przyznane zostało Włochom, które w Euro 2012 zajęły drugie miejsce.
Po raz drugi z rzędu żadnemu z gospodarzy mistrzostw Europy nie udało się zakwalifikować do fazy pucharowej. Mistrzostwa Europy w Polsce i Ukrainie były ostatnimi mistrzostwami z udziałem 16 zespołów.

## Procedura wyboru gospodarza
| Państwo           | Runda 1 | Runda 2 | Uwagi     |
| Polska / Ukraina  | 7       | 8       | Zwycięzcy |
| Włochy            | 11      | 4       |           |
| Chorwacja / Węgry | 9       | 0       |           |

Do finałowego etapu Komitet Wykonawczy UEFA zdecydował się wybrać 3 kandydatury: włoską, chorwacko-węgierską i polsko-ukraińską. Grecja (z 2 głosami) i Turcja (6 głosów) zostały wcześniej wyeliminowane. Gospodarza Euro 2012 pierwotnie planowano wyłonić 8 grudnia 2006, jednak ze względów formalno-organizacyjnych termin przesunięto o ponad 4 miesiące.
18 kwietnia 2007 w tajnym głosowaniu w Cardiff, przy zachowaniu wymaganego kworum (ośmiu osób), bezwzględną większością głosów wygrała wspólna oferta Polski i Ukrainy, więc druga tura głosowania nie była konieczna.

### Oferta polsko-ukraińska
Zarówno dla Polski, jak i Ukrainy udział w postępowaniu konkursowym o organizację piłkarskich mistrzostw Europy był pierwszą w historii próbą starania się o przeprowadzenie wielkiej imprezy futbolowej. Wiosną 2003 roku wstępną koncepcję zorganizowania ME na Ukrainie po raz pierwszy publicznie zaprezentował prezes Ukraińskiego Związku Piłki Nożnej (FFU) Hryhorij Surkis. Uznał on jednak, iż sama Ukraina nie ma zbyt wielkich szans na przyznanie tak wielkiej imprezy, przekonał więc do swojego pomysłu władze Polskiego Związku Piłki Nożnej (PZPN). W sierpniu 2003 w trakcie posiedzenia FFU w Kijowie odbyły się wstępne rozmowy między Surkisem i przedstawicielem PZPN Adamem Olkowiczem. 27 września 2003 doszło we Lwowie do podpisania umowy o współpracy między PZPN i FFU (było to zarazem pierwsze w dziejach zagraniczne posiedzenie polskiej futbolowej centrali, jednak – aby przestrzegać przepisów – najważniejsze uchwały przegłosowano między Rzeszowem i Przemyślem – w autokarze wiozącym polskich delegatów do Lwowa). Podpisano tam trzy dokumenty: uchwałę o wspólnej organizacji Euro 2012, 5-letnią umowę o współpracy między federacjami oraz listy do ówczesnych prezydentów obu państw: Aleksandra Kwaśniewskiego i Leonida Kuczmy z prośbą o poparcie starań.

#### Partnerzy kandydatury
Istotnym elementem starań danego państwa o organizację Mistrzostw Europy w piłce nożnej jest przekonanie UEFA, że jego kandydatura cieszy się poparciem rządu, społeczeństwa oraz biznesu.
Jednym z istotnych elementów prezentacji polsko-ukraińskiej kandydatury, przedstawionej na zamkniętej dla mediów prezentacji w Cardiff, obok wystąpień prezesów piłkarskich federacji piłkarskich – Michała Listkiewicza (PZPN) i Hrihorija Surkisa (FFU), trenerów reprezentacji narodowych – Leo Beenhakkera i Ołeha Błochina, było wspólne wystąpienie prezydentów Polski i Ukrainy – Lecha Kaczyńskiego i Wiktora Juszczenki, dających gwarancje państwowe. Polsko-ukraińska prezentacja w Cardiff była również czynnie wspierana przez gwiazdy sportowe: Irenę Szewińską, Włodzimierza Smolarka, Jerzego Dudka, Witalija Kłyczkę oraz zdobywcę Złotej Piłki Andrija Szewczenkę.
Polsko-ukraińska kandydatura otrzymała wsparcie strony rządowej. Zarówno w postaci udzielonych gwarancji rządowych, czyli zapewnienia UEFA, że w przypadku wyboru Polski i Ukrainy rząd dopełni wszelkich starań, żeby Mistrzostwa Europy odbyły się, jak i w formie finansowej. Rządy Polski i Ukrainy przekazały po 10 milionów złotych każdy na przygotowanie oferty.
Po 3,5-letnich przygotowaniach kandydatury, 18 kwietnia 2007 wspólna misja zakończyła się pełnym sukcesem.

## Organizacja rozgrywek

### Przebieg turnieju
Do rozgrywek Euro 2012 zakwalifikowało się 16 krajowych męskich reprezentacji seniorskich, które zostały – metodą losowania – podzielone na cztery czterozespołowe grupy. Losowanie odbyło się 2 grudnia 2011 w Kijowie o godzinie 18:00 czasu środkowoeuropejskiego (godz. 20:00 czasu miejscowego). Rywalizacja w dwóch grupach (A i C) toczyła się w Polsce, a dwóch pozostałych (B i D) na Ukrainie. Początkowo zakładano, że schemat rozgrywkowy (tzw. drabinka) ułożony zostanie w ten sposób, by aż do zakończenia półfinałów żadna z drużyn nie musiała przemieszczać się pomiędzy oboma państwami. Tylko kibice reprezentacji, która awansuje do finału turnieju, mieliby przemieścić się z Polski na Ukrainę. Plany te nie zostały jednak uwzględnione przy ustalaniu terminarza opublikowanego przez UEFA 4 października 2010 roku.

### Komitet organizacyjny
26 kwietnia 2007 Prezes Rady Ministrów Jarosław Kaczyński podpisał zarządzenie w sprawie powołania Międzyresortowego Zespołu – Komitetu Organizacyjnego Mistrzostw Europy w Piłce Nożnej UEFA EURO 2012. W skład komitetu weszli przedstawiciele władz państwowych, samorządów, organizacji społecznych oraz mediów. Na czele Komitetu Organizacyjnego w Polsce stanął premier Jarosław Kaczyński, natomiast na Ukrainie prezydent Ukrainy Wiktor Juszczenko.
14 maja 2007 minister sportu i turystyki Tomasz Lipiec powołał Macieja Grześkowiaka na stanowisko szefa sztabu organizacyjnego Mistrzostw Europy w Piłce Nożnej Euro 2012. 24 lipca 2007 został on jednak odwołany i zastąpił go Michał Borowski powołany przez nową minister sportu Elżbietę Jakubiak. Zostały również powołane spółki celowe do koordynacji mistrzostw (PL.2012+) oraz budowy stadionów (Narodowe Centrum Sportu).

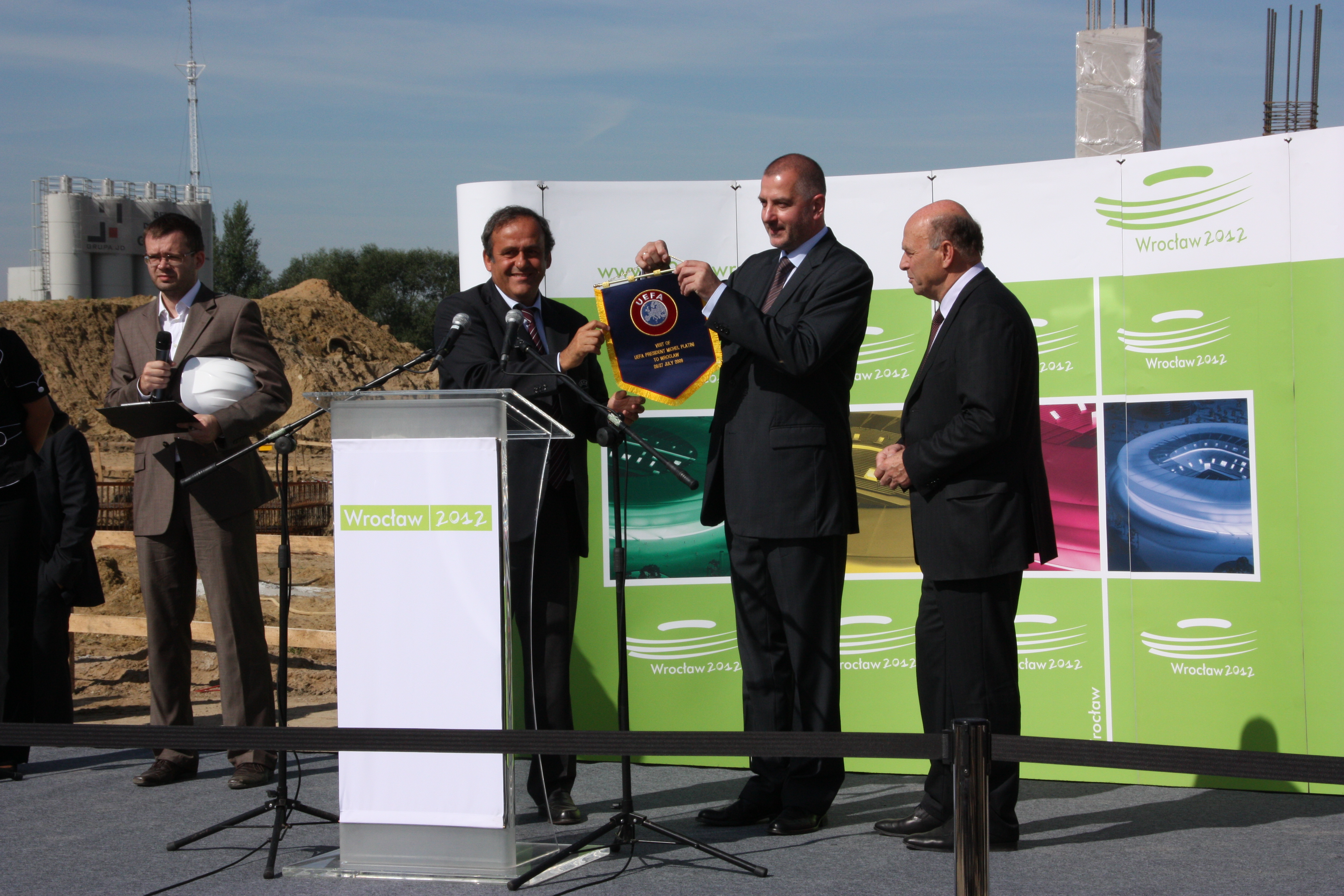
Wizyta robocza prezydenta UEFA Michaela Platiniego we Wrocławiu

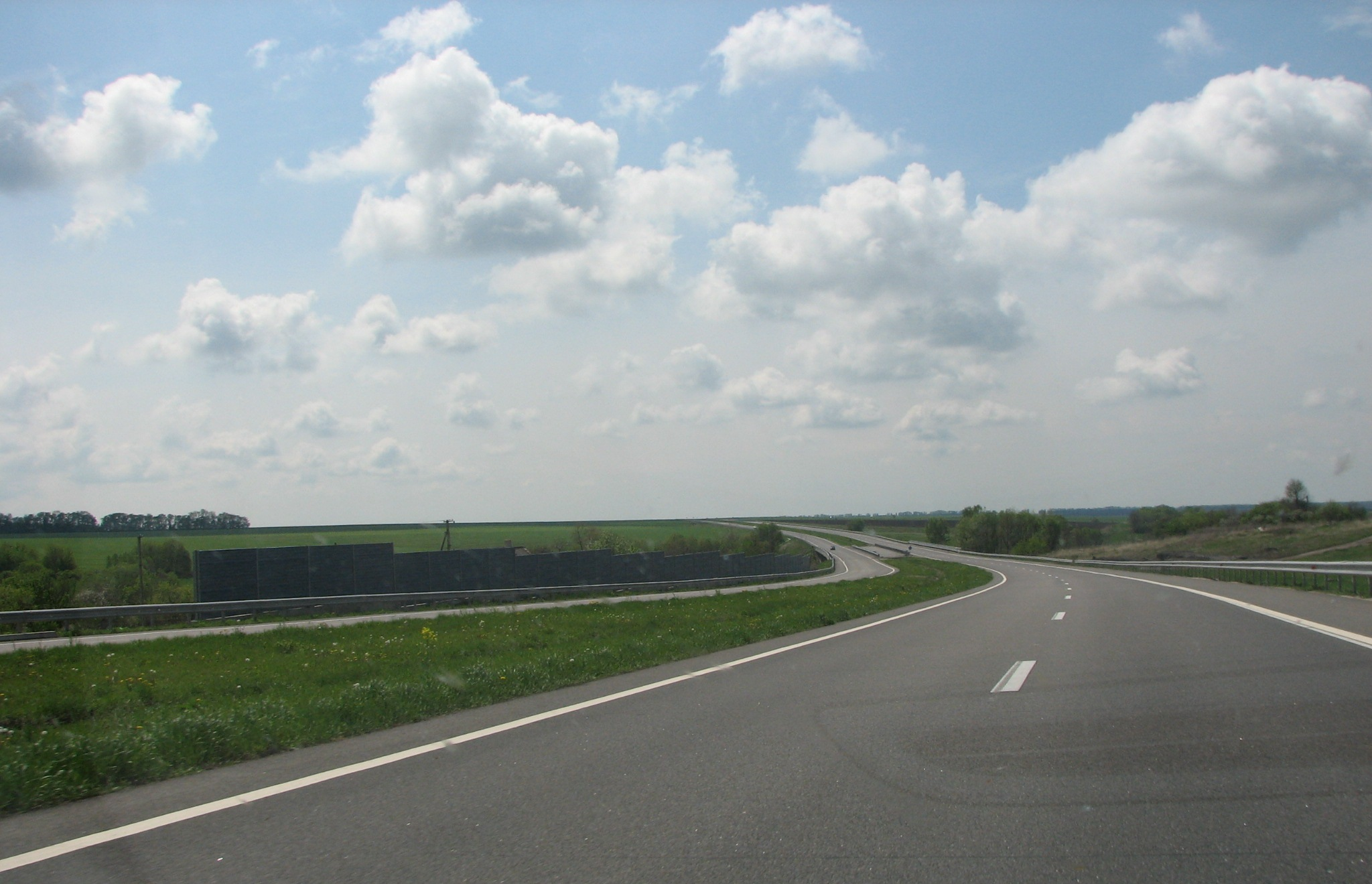
Autostrada M18 Charków-Dnipro

Sieć drogowa w Polsce

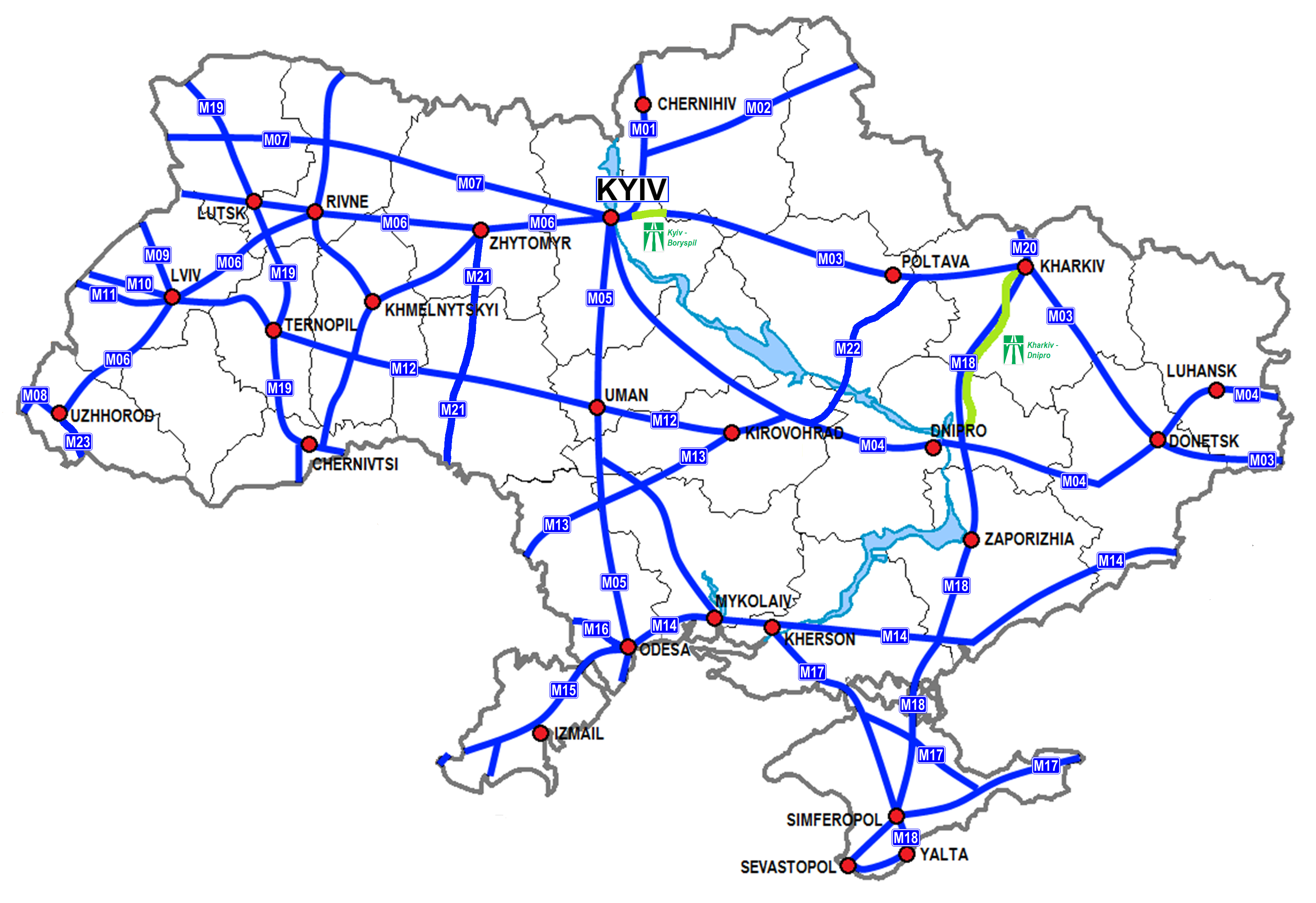
Sieć drogowa na Ukrainie

### Prawo o Euro 2012
Zasady przygotowania turnieju Euro 2012 reguluje tzw. ustawa o Euro 2012. Rządowy projekt wpłynął do Sejmu Rzeczypospolitej Polskiej 3 września 2007, jako druk sejmowy nr 2114. Prace nad projektem prowadziła Komisja Nadzwyczajna do rozpatrzenia projektów ustaw związanych z koalicyjnym programem rządowym „Solidarne Państwo”, wprowadzono poprawki do projektu. Już 7 września 2007 przeprowadzono głosowanie w sprawie przyjęcia całości projektu ustawy – uchwalono ją na posiedzeniu nr 47 Sejmu V kadencji. 410 posłów było za, 0 przeciw, 2 wstrzymało się (głosowanie nr 103). Senat Rzeczypospolitej Polskiej nie wniósł poprawek. Prezydent Rzeczypospolitej Polskiej Lech Kaczyński podpisał ustawę 19 września 2007. W ustawie określono m.in. podmioty wykonujące przedsięwzięcia związane z turniejem i warunki ułatwiające organizację mistrzostw oraz sposób realizacji gwarancji rządowych. Na jej mocy tworzone są spółki celowe z ograniczoną odpowiedzialnością (takie jak np. PL.2012 Sp. z o.o., która odpowiada za koordynację wszystkich działań związanych z przygotowaniami do imprezy od stron samorządowej i rządowej), które są odpowiedzialne za realizację inwestycji, finansowanych z budżetów państwa i jednostek samorządowych oraz środków Unii Europejskiej.
Euro 2012 – Polska Sp. z o.o. (LOC Poland) oraz LLC LOC Euro 2012 Ukraina (LOC Ukraine), powołane odpowiednio przez Polski Związek Piłki Nożnej i Ukraiński Związek Piłki Nożnej (FFU) na zlecenie UEFA, są organizatorem Finałowego Turnieju ME w piłce nożnej UEFA EURO 2012 ™ w Polsce i na Ukrainie. Ich główne zadania związane są z wdrażaniem usług w wielu dziedzinach, takich jak zakwaterowanie, organizacja uroczystości, transport, przygotowanie miast gospodarzy, programy wsparcia, przygotowanie obozów treningowych, wsparcie techniczne i pozyskanie wolontariuszy zgodnie z wytycznymi UEFA.
Wykaz przedsięwzięć Euro 2012, zawartych w ofercie przyjętej przez UEFA oraz objętych zobowiązaniami i gwarancjami Rady Ministrów lub jednostek samorządu terytorialnego Rzeczypospolitej Polskiej, a także innych niezbędnych do przeprowadzenia turnieju Mistrzostw Europy w Piłce Nożnej UEFA EURO 2012, został określony rozporządzeniem Rady Ministrów z dnia 12 października 2007 roku w sprawie wykazu przedsięwzięć Euro 2012 (Dz.U. z 2007 r. nr 192, poz. 1385).
Przedsięwzięcia objęte rozporządzeniem to:
- stadiony główne
  - budowa Stadionu Narodowego w Warszawie
  - budowa PGE Arena Gdańsk w Gdańsku
  - budowa Stadionu Miejskiego we Wrocławiu
  - rozbudowa Stadionu Miejskiego w Poznaniu
- stadiony rezerwowe
  - rozbudowa Stadionu „Wisła” w Krakowie
  - przebudowa Stadionu Śląskiego w Chorzowie
- pozostała infrastruktura
  - Most pieszo-rowerowy na rzece Wiśle w Warszawie
  - Centrum Handlowe w Warszawie
  - szereg innych obiektów w Trójmieście, Warszawie, Katowicach, Krakowie, Poznaniu, Wrocławiu i Zielonej Górze

### Infrastruktura
Miasta goszczące turniej: Warszawa, Gdańsk, Wrocław, Poznań, Kijów, Lwów oraz centra pobytowe jak np. Kraków są popularnymi miejscowościami turystycznymi, w przeciwieństwie do Doniecka i Charkowa, zastępującego pierwotną kandydaturę Dniepropetrowska. W związku ze zwycięstwem polsko-ukraińskiej kandydatury i przyznaniem praw do organizacji turnieju oraz wymogami UEFA, Polska zobowiązała się zmodernizować oraz wybudować nowe: linie kolejowe, dworce, porty lotnicze, autostrady i hotele, tak aby zapewnić kibicom swobodny dostęp do aren mistrzostw. Przed rozpoczęciem Euro 2012 w Polsce miało istnieć 3 tys. kilometrów autostrad i dróg ekspresowych. W kwietniu 2012 minister transportu Sławomir Nowak poinformował, iż w związku z opóźnieniami, przed mistrzostwami nie powstanie odcinek autostrady A1 Stryków-Pyrzowice i nie uda się też ukończyć odcinków A1 Toruń-Stryków oraz A4. Nie udało się też wybudować drogi S5, a autostrada A2 została udostępniona kibicom w trakcie budowy zaledwie kilka dni przed rozpoczęciem turnieju.
Aktualne oznaczenia Dróg Transeuropejskich: E28, E30, E40, E50, E58, E67, E75, E77, E95, E105, E261, E371, E372, E373, E462, E577, E584; Dróg ekspresowych i autostrad: A1, A2, A4, A6, A8, S1, S2, S3, S5, S6, S7, S8, S10, S11, S12, S14, S17, S19, S22, S51, S61, S74, S79, S86 oraz dróg ukraińskich: M03, M04, M05, M06, M07, M08, M09, M10, M11, M12, M14, M18, H01, H02, H08, H11, H13, H16, H20, M40

## Logo i symbole

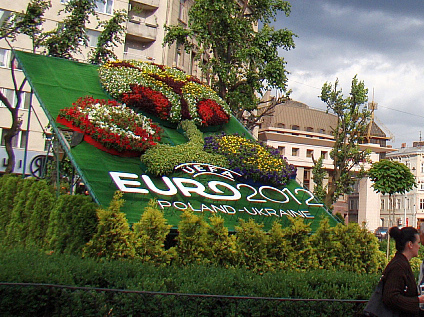
Logo Mistrzostw

Oficjalna prezentacja logo Mistrzostw Europy 2012 odbyła się na placu Michajłowskim w Kijowie 14 grudnia 2009. Grzegorz Lato, Hryhorij Surkis i Michel Platini odsłonili logo Euro 2012 zebranym gościom, wśród których byli najważniejsi ukraińscy politycy, w tym prezydent Wiktorem Juszczenką i premier Julia Tymoszenko, oraz przedstawiciele wszystkich miast-organizatorów. Logo jest inspirowane ukraińskimi tradycyjnymi wycinankami i nawiązuje do kultur obu państw-organizatorów, czyli Polski i Ukrainy. Centralnym elementem tej kompozycji jest łodyga (wyrażająca ich wspólną historię) z której wyrasta piłka, po boku – po stronie zachodniej, biało-czerwony kwiat symbolizujący narodowe barwy Polski, po prawej niebiesko-żółty kwiat w barwach Ukrainy.
Symbole, znaki i logotypy zostały zaprojektowane przez portugalską agencję reklamową Brandia Central, która od lat jest związana z UEFA. Logotyp i hasło imprezy ukazywały się na wszystkich materiałach promocyjnych dotyczących mistrzostw Europy. Autorem iluminacji jest szwajcarski artysta Gerry Hofstetter. W swoim dorobku ma on m.in. podobne projekty, przygotowane z myślą o Euro 2008.

## Hasło mistrzostw
Razem tworzymy historię (ang. Creating History Together)

## Piłka
Oficjalna piłka Mistrzostw Europy w Piłce Nożnej 2012 to Tango 12, produkcji firmy Adidas, złożona z 32 termicznie łączonych paneli pokrytych specjalną, wypukłą powłoką, mającą ułatwiać kontakt z butem i kontrolę nad piłką. 24 panele ułożone są w sześć białych okręgów, na konturach których znajdują się barwy narodowe Polski i Ukrainy, natomiast w osiem pozostałych koloru czarnego, oddzielających okręgi, wpisane są grafiki nawiązujące do kultury ludowej organizatorów mistrzostw. Wewnętrzna warstwa piłki wyściełana jest tkaną powłoką. W porównaniu do poprzedniej piłki Adidasa – Jabulani – pod powierzchnią zewnętrzną znajduje się nowy typ pęcherza pozwalający na zwiększenie retencji powietrza i redukcję absorpcji wody.
Oficjalna prezentacja piłki odbyła się 2 grudnia 2011 roku podczas ceremonii losowania grup turniejowych Euro 2012 w Kijowie.

## Maskotki

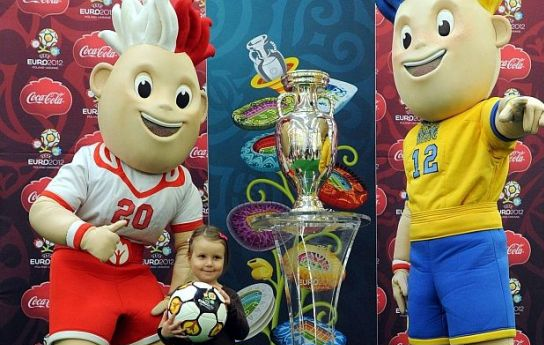
Oficjalne maskotki turnieju

Oficjalne maskotki mistrzostw – Slavek i Slavko – zostały zaprezentowane 16 listopada 2010 roku o godzinie 11:00 w Teatrze Polskim w Warszawie. Za projekt i wykonanie odpowiedzialna jest firma Warner Bros. Postacie to bliźniacy, Polak i Ukrainiec, ubrani w stroje piłkarskie w barwach narodowych swoich drużyn, mający włosy utrwalone żelem, pofarbowane na kolory swoich flag państwowych.
Imiona maskotek, podobnie jak w przypadku Euro 2008, wybrali kibice z całego świata spośród trzech propozycji wytypowanych wcześniej przez UEFA oraz Lokalne Komitety Organizacyjne. Głos można było oddać poprzez oficjalną stronę UEFA, w restauracjach McDonald’s w Polsce i na Ukrainie, bądź na specjalnych pokazach maskotek w ośmiu miastach-gospodarzach Euro 2012. Głosowanie odbywało się od 16 listopada do 3 grudnia 2010 roku. Wynik został ogłoszony 4 grudnia 2010 roku w Kijowie. Zwycięska propozycja otrzymała 56% głosów, Siemko i Strimko – 29%, Klemek i Ladko – 15%. W głosowaniu wzięły udział 39 223 osoby.

## Bilety
Tak jak w poprzednich edycjach turnieju bilety były przyznawane losowo na podstawie aplikacji złożonych na stronie internetowej organizatora lub też były dystrybuowane przez narodowe związki piłkarskie w 16 państwach finalistów. Składanie aplikacji na bilety Euro 2012 prowadzone było w dniach 1–31 marca 2011 roku, zaś samo losowanie odbyło się pod koniec kwietnia 2011. Z całkowitej liczby 1 mln 400 tys. sztuk na 31 meczów turnieju, bezpośrednio w sprzedaży było dostępne 41%, pozostali kibice otrzymali bilety dzięki subskrypcjom na mecze oraz loteriom sponsorów. Łącznie zostało zgłoszonych ponad 12 milionów aplikacji, co jest 17% wzrostem w stosunku do ubiegłych finałów mistrzostw i jest jednocześnie rekordem wszech czasów popularności Mistrzostw Europy w piłce nożnej.
Ceny w zależności od miejsc na stadionach zostały określone na 30 € (za bramkami) do 600 € za najlepsze miejsca na finał w Kijowie. Ponadto oprócz indywidualnych biletów na pojedyncze mecze, fani mogli kupić pakiety meczowe, aby kibicować określonej drużynie oraz na wybranym stadionie. Dostępne były również bilety dla osób niepełnosprawnych. Portal biletowy UEFA służy także właścicielom wejściówek do ewentualnej ich odsprzedaży.

## Trofeum
Na siedem tygodni przed rozpoczęciem turnieju puchar Mistrzów Europy rozpoczął swoją podróż po miastach gospodarzach. Na sto dni przed pierwszym meczem, w mieście Nyon w Szwajcarii odbyła się ceremonia wypuszczenia balonu w kształcie Pucharu Euro, w której uczestniczył Prezydent UEFA Michael Platini. Balon o wysokości 35 m podróżował wokół wszystkich 8 miast-gospodarzy, przypominając kibicom o zbliżającym się turnieju.
Drużyna Hiszpanii – zwycięzcy poprzedniej edycji turnieju Euro – otrzymała na ręce kapitana reprezentacji Ikera Casillasa nową wersję Pucharu Henriego Delaunaya. Druga wersja trofeum jest oparta na pierwowzorze nazwanym na cześć Henriego Delaunaya, zaprojektowanym przez Arthusa-Bertranda w 1960 roku, byłego prezesa Francuskiego Związku Piłki Nożnej i pierwszego sekretarza generalnego UEFA.
Puchar, wykonany ze srebra, waży 8 kilogramów i mierzy 60 centymetrów, i jest o 18 cm wyższy oraz o 2 kilogramy cięższy od oryginału. Srebrna podstawa jest większa, nadając pucharowi większą stabilność. Nazwy państw, które dotychczas wygrały rozgrywki i poprzednio widniały na cokole, zostały wygrawerowane na odwrocie. Puchar został zaprojektowany przez Pierre Delaunaya, syna Henriego, wizjonera turniejów Mistrzostw Europy UEFA. Pierwowzór był dziełem złotnika Chobillona, natomiast obecny wykonał zakład złotniczy Asprey z Londynu.

## Miasta i stadiony
Mistrzostwa Europy w piłce nożnej w 2012 odbyły się na ośmiu stadionach. Były to: Stadion Narodowy w Warszawie, Stadion Miejski we Wrocławiu, PGE Arena w Gdańsku, Stadion Miejski w Poznaniu, Stadion Olimpijski w Kijowie, Donbas Arena w Doniecku, Stadion Metalist w Charkowie oraz Arena Lwów we Lwowie. Większość, bo 5 z 8 stadionów przygotowywanych na Euro 2012, to całkowicie nowe obiekty (posiadają 4. kategorię UEFA). Pozostałe (w Poznaniu, Charkowie i Kijowie) przeszły gruntowną renowację. Największą areną Mistrzostw był lekkoatletyczny Stadion Olimpijski w Kijowie, mieszczący 70 050 widzów, natomiast największym typowo piłkarskim obiektem był warszawski Stadion Narodowy z widownią dla 58 500 kibiców.
| Polska (PZPN) |                                                              |                                                             |                                                              |
| Warszawa | Gdańsk                                                       | Wrocław                                                     | Poznań                                                       |
| Stadion Narodowy w Warszawie | PGE Arena Gdańsk                                             | Stadion Miejski                                             | Stadion Miejski                                              |
| Pojemność: 58 580 | Pojemność: 43 615                                            | Pojemność: 44 416                                           | Pojemność: 43 269                                            |
| 52°14′22″N 21°02′44″E/52,239444 21,045556 | 54°23′28″N 18°38′26″E/54,391111 18,640556                    | 51°08′28″N 16°56′36″E/51,141111 16,943333                   | 52°23′51″N 16°51′28″E/52,397500 16,857778                    |
| 3 mecze grupowe (w tym mecz otwarcia), ćwierćfinał, półfinał | 3 mecze grupowe, ćwierćfinał                                 | 3 mecze grupowe                                             | 3 mecze grupowe                                              |
| Pierwszy mecz: 8 czerwca 2012 Ostatni mecz: 28 czerwca 2012 | Pierwszy mecz: 10 czerwca 2012 Ostatni mecz: 22 czerwca 2012 | Pierwszy mecz: 8 czerwca 2012 Ostatni mecz: 16 czerwca 2012 | Pierwszy mecz: 10 czerwca 2012 Ostatni mecz: 18 czerwca 2012 |
| |                                                              |                                                             |                                                              |
| \| Wrocław Kijów Lwów Donieck Warszawa Gdańsk Charków Poznań \| Wrocław Kijów Lwów Donieck Warszawa Gdańsk Charków Poznań \| Wrocław Kijów Lwów Donieck Warszawa Gdańsk Charków Poznań \| Wrocław Kijów Lwów Donieck Warszawa Gdańsk Charków Poznań \| \| --------------------------------------------------------- \| --------------------------------------------------------- \| --------------------------------------------------------- \| --------------------------------------------------------- \| |                                                              |                                                             |                                                              |
| Ukraina (FFU) |                                                              |                                                             |                                                              |
| Kijów | Donieck                                                      | Charków                                                     | Lwów                                                         |
| Stadion Olimpijski | Donbas Arena                                                 | Stadion Metalist                                            | Arena Lwów                                                   |
| Pojemność: 70 050 | Pojemność: 51 504                                            | Pojemność: 38 863                                           | Pojemność: 34 915                                            |
| 50°26′00″N 30°31′20″E/50,433333 30,522222 | 48°01′15″N 37°48′35″E/48,020833 37,809722                    | 49°58′51″N 36°15′42″E/49,980833 36,261667                   | 49°46′29″N 24°01′39″E/49,774722 24,027500                    |
| 3 mecze grupowe, ćwierćfinał, finał | 3 mecze grupowe, ćwierćfinał, półfinał                       | 3 mecze grupowe                                             | 3 mecze grupowe                                              |
| Pierwszy mecz: 11 czerwca 2012 Ostatni mecz: 1 lipca 2012 | Pierwszy mecz: 11 czerwca 2012 Ostatni mecz: 27 czerwca 2012 | Pierwszy mecz: 9 czerwca 2012 Ostatni mecz: 17 czerwca 2012 | Pierwszy mecz: 9 czerwca 2012 Ostatni mecz: 17 czerwca 2012  |
| |                                                              |                                                             |                                                              |
| Wrocław Kijów Lwów Donieck Warszawa Gdańsk Charków Poznań |                                                              |                                                             |                                                              |

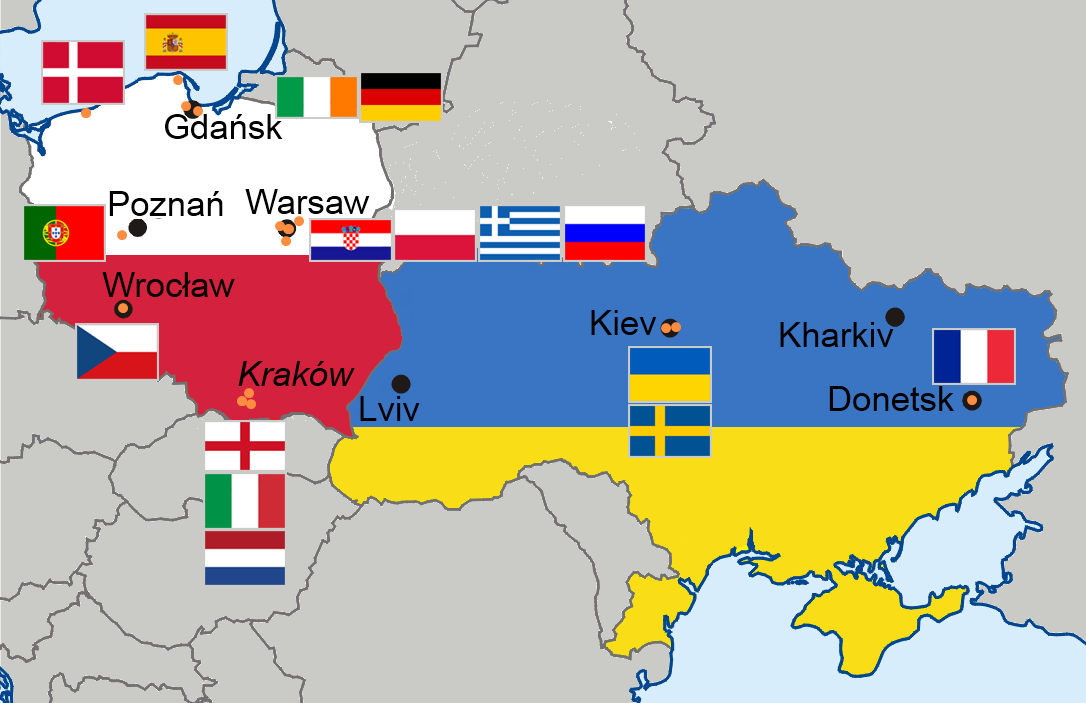
Mapa ośrodków treningowych reprezentacji

Oprócz 8 miast gospodarzy, w Euro 2012 uczestniczyły inne miejscowości jako Centra Pobytowe na Euro 2012 do treningu dla narodowych drużyn piłkarskich.
W październiku 2010 roku ogłoszono ostateczną listę 21 rekomendowanych Centrów Pobytowych w Polsce: Gdańsk, Gniewino, Gdynia, Jelenia Góra, Józefów, Kielce, Kołobrzeg, Kraków, Legionowo, Lubawa, Międzychód, Opalenica, Ostróda, Puławy, Słupsk, Tychy, Warka, Warszawa, Wieliczka, Władysławowo, Wrocław. Ostatecznie w 2011 roku poszczególne Reprezentacje przy współpracy z UEFA wybrały centra pobytowe. W Polsce zamieszkało 13, a na Ukrainie 3 drużyny w następujących miejscowościach i hotelach:
- Anglia – Kraków – Hotel Stary
- Chorwacja – Warka – Hotel Sielanka nad Pilicą
- Czechy – Wrocław – Hotel Monopol
- Dania – Kołobrzeg – Marine Hotel
- Francja – Donieck
- Grecja – Jachranka – Hotel Warszawianka (Centrum treningowe – Legionowo)
- Hiszpania – Gniewino – Hotel Mistral
- Holandia – Kraków – Hotel Sheraton
- Irlandia – Sopot – Hotel Sheraton (Centrum treningowe – Gdynia)
- Niemcy – Gdańsk – Hotel Dwór Oliwski
- Polska – Warszawa – Hotel Hyatt
- Portugalia – Opalenica – Ośrodek Remes Sport & Spa
- Rosja – Warszawa – Hotel Bristol
- Szwecja – Kozin k. Kijowa
- Ukraina – Kijów
- Włochy – Wieliczka – Hotel Turówka (Centrum treningowe – Kraków)

Miasta i stadiony rezerwowe wykluczone przez UEFA 13 maja 2009 roku:
- Kraków – Stadion Henryka Reymana,
- Chorzów – Stadion Śląski,
- Odessa – Stadion Centralny,
- Dniepropetrowsk – Dnipro Arena (wcześniej proponowane jako jedno z miast-gospodarzy zamiast Charkowa).

## Sędziowie
20 grudnia 2011 roku Komitet Sędziowski UEFA obradujący w Nyonie przedstawił listę 12 sędziów, którzy poprowadzili mecze podczas Mistrzostw. ME 2012 były pierwszą dużą imprezą piłkarską, w której ani jeden mecz nie został poprowadzony przez sędziego z obywatelstwem państwa gospodarza. Spośród sędziów liniowych także nikt nie reprezentował Polski ani Ukrainy.
Lista arbitrów głównych na Euro 2012:
| Państwo    | Sędzia                  | Rok urodzenia | Mecze |    |   |   |
| ---------- | ----------------------- | ------------- | ----- | -- | - | - |
| Anglia     | Howard Webb             | 1971          | 3     | 6  | 0 | 0 |
| Francja    | Stéphane Lannoy         | 1969          | 3     | 15 | 0 | 0 |
| Niemcy     | Wolfgang Stark          | 1969          | 2     | 10 | 0 | 0 |
| Węgry      | Viktor Kassai           | 1975          | 2     | 12 | 0 | 0 |
| Włochy     | Nicola Rizzoli          | 1971          | 3     | 8  | 0 | 0 |
| Holandia   | Björn Kuipers           | 1973          | 2     | 8  | 0 | 0 |
| Portugalia | Pedro Proença           | 1970          | 4     | 10 | 0 | 0 |
| Szkocja    | Craig Thomson           | 1972          | 2     | 12 | 0 | 0 |
| Słowenia   | Damir Skomina           | 1976          | 3     | 9  | 0 | 0 |
| Hiszpania  | Carlos Velasco Carballo | 1971          | 2     | 3  | 1 | 1 |
| Szwecja    | Jonas Eriksson          | 1974          | 2     | 9  | 0 | 0 |
| Turcja     | Cüneyt Çakır            | 1976          | 3     | 17 | 1 | 0 |

## Eliminacje do Euro 2012

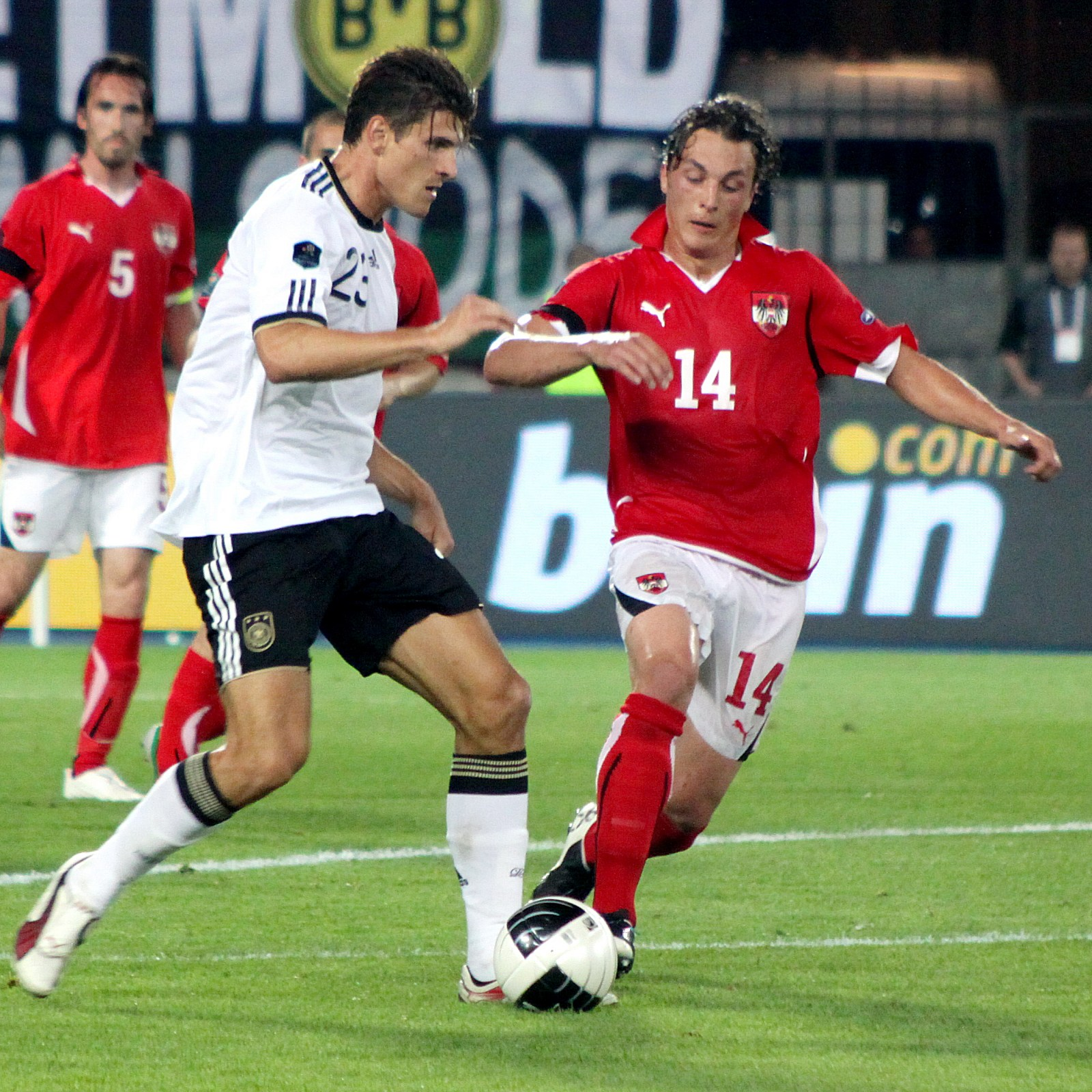
Mecz Austrii i Niemiec o wyjście z grupy A. Na zdjęciu Mario Gómez i Julian Baumgartlinger

### Grupy eliminacyjne
O awans i zapewnienie sobie 1 z 14 miejsc w finałach mistrzostw (Polska i Ukraina automatycznie zostały zakwalifikowane) walczyło 51 drużyn, które zostały podzielone na 9 grup przy pomocy współczynnika UEFA. Losowanie grup eliminacyjnych odbyło się 7 lutego 2010 w Pałacu Kultury i Nauki w Warszawie, a jego wyniki są następujące:
- Grupa A –  Niemcy,  Turcja,  Austria,  Belgia,  Kazachstan,  Azerbejdżan;
- Grupa B –  Rosja,  Słowacja,  Irlandia,  Macedonia Północna,  Armenia,  Andora;
- Grupa C –  Włochy,  Serbia,  Irlandia Północna,  Słowenia,  Estonia,  Wyspy Owcze;
- Grupa D –  Francja,  Rumunia,  Bośnia i Hercegowina,  Białoruś,  Albania,  Luksemburg;
- Grupa E –  Holandia,  Szwecja,  Finlandia,  Węgry,  Mołdawia,  San Marino;
- Grupa F –  Chorwacja,  Grecja,  Izrael,  Łotwa,  Gruzja,  Malta;
- Grupa G –  Anglia,  Szwajcaria,  Bułgaria,  Walia,  Czarnogóra;
- Grupa H –  Portugalia,  Dania,  Norwegia,  Cypr,  Islandia;
- Grupa I –  Hiszpania,  Czechy,  Szkocja,  Litwa,  Liechtenstein;

Eliminacje grupowe do Euro 2012 rozpoczęły się 11 sierpnia 2010 i trwały do 11 października 2011. Mecze eliminacyjne rozgrywane były we wtorki, piątki i soboty.

### Baraże

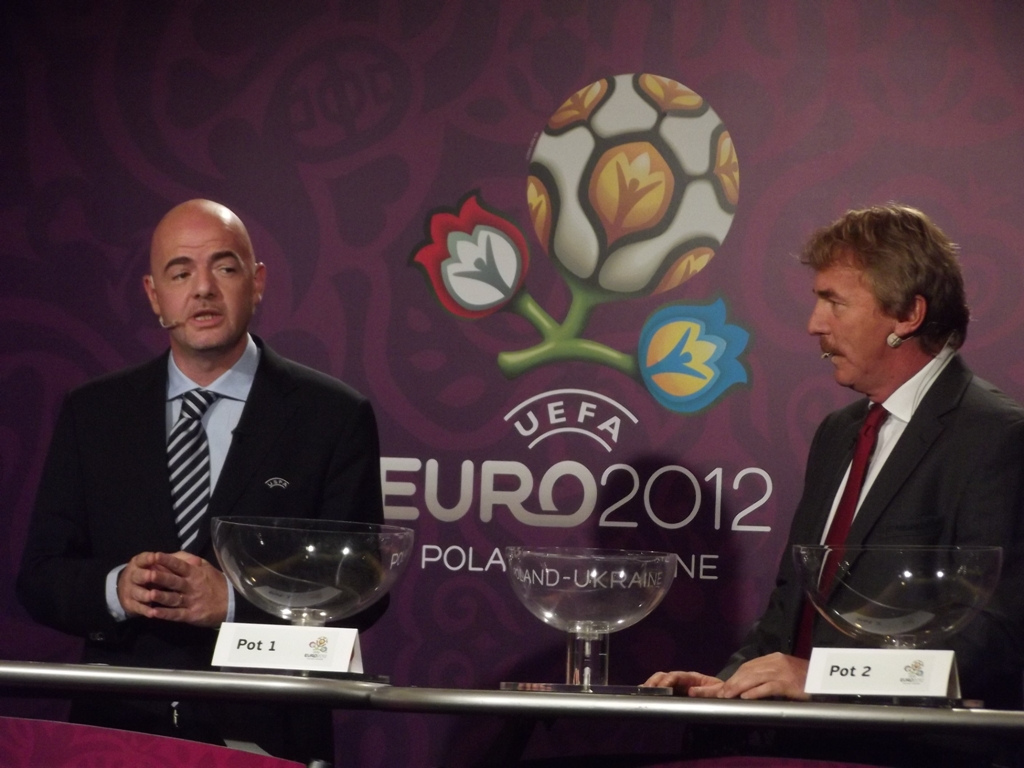
Gianni Infantino (po lewej) i Zbigniew Boniek podczas losowania par barażowych.

Losowanie par barażowych odbyło się w hotelu Sheraton w Krakowie. Mecze barażowe odbyły się 11 i 15 listopada 2011.
| Drużyna 1                            | Wynik dwumeczu | Drużyna 2  | Pierwszy mecz | Drugi mecz |
| ------------------------------------ | -------------- | ---------- | ------------- | ---------- |
| Turcja                               | 0:3            | Chorwacja  | 0:3           | 0:0        |
| Estonia                              | 1:5            | Irlandia   | 0:4           | 1:1        |
| Czechy                               | 3:0            | Czarnogóra | 2:0           | 1:0        |
| Bośnia i Hercegowina                 | 2:6            | Portugalia | 0:0           | 2:6        |
| Po lewej gospodarz pierwszego meczu. |                |            |               |            |

## Zakwalifikowane drużyny
W finałach Mistrzostw Europy 2012 wystąpiło szesnaście narodowych reprezentacji w systemie stosowanym od czasu Euro 1996. Niektóre krajowe federacje piłkarskie proponowały rozszerzenie turnieju do 24 drużyn, ponieważ liczba narodowych federacji gwałtownie się zwiększyła od lat dziewięćdziesiątych, kiedy miało miejsce ostatnie poszerzenie liczby uczestników (53 w kwietniu 2006 w porównaniu do 48 w Euro 1996). W kwietniu 2007 Komitet Wykonawczy UEFA oficjalnie zdecydował, że podczas Euro 2012 nie nastąpi poszerzenie.
Dwunastu z szesnastu finalistów uczestniczyło w poprzednim turnieju Euro 2008. Reprezentacja Anglii oraz Reprezentacja Danii w piłce nożnej, które uczestniczyły w Euro 2004 w Portugalii, powróciły po nieobecności w edycji 2008. Reprezentacja Irlandii w piłce nożnej powróciła po 24-letniej absencji w turnieju – był to jej 2 występ w finałach. Reprezentacja Ukrainy w piłce nożnej zadebiutowała jako niepodległe państwo (wcześniej piłkarze z tego kraju brali udział w mistrzostwach jako reprezentanci ZSRR).
Szesnastoma drużynami biorącymi udział w mistrzostwach były:

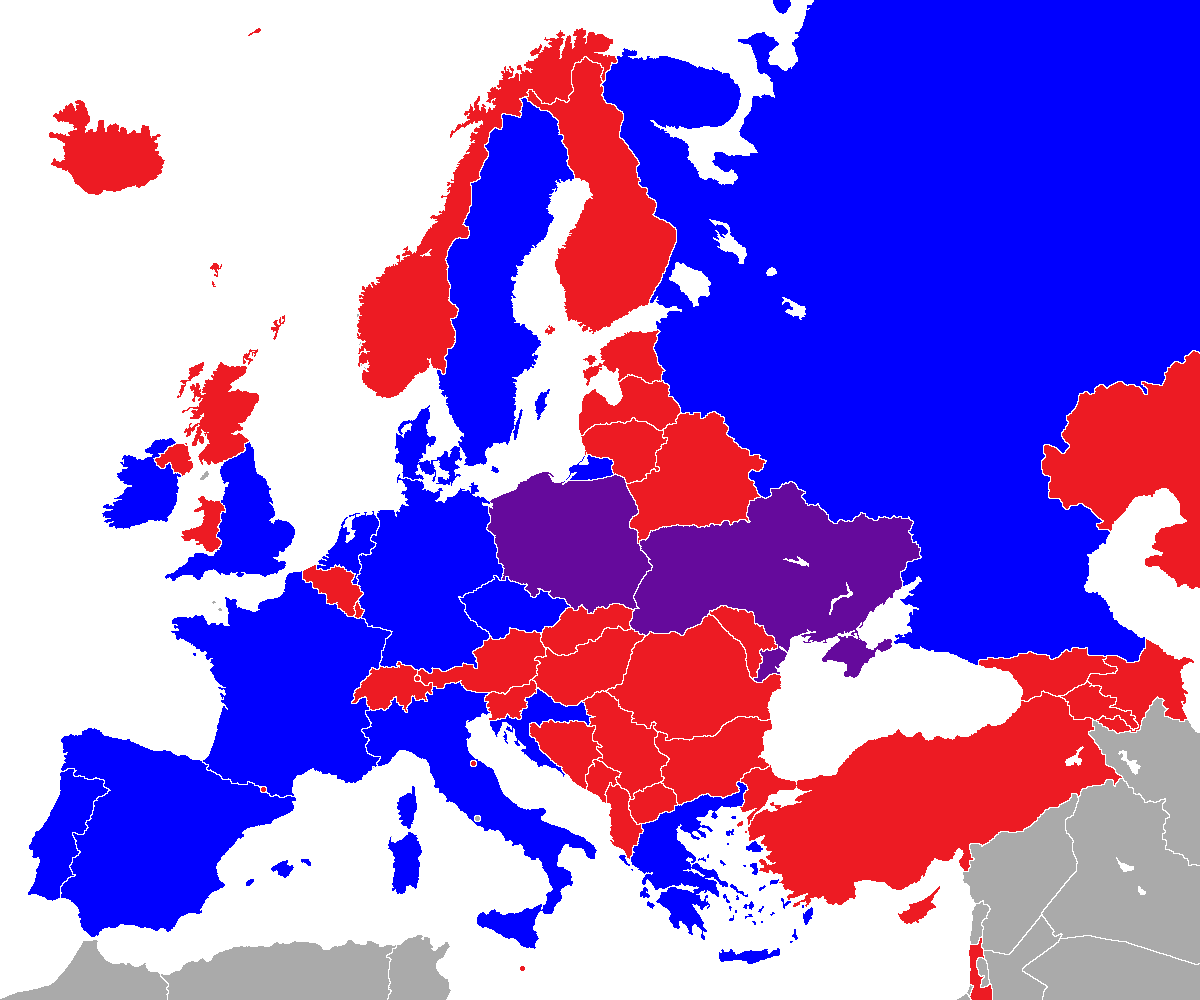
Państwa gospodarze Euro 2012 – Polska i Ukraina
Państwa zakwalifikowane do Euro 2012
Państwa niezakwalifikowane do Euro 2012
Państwa niebędące członkami UEFA

     Państwa gospodarze Euro 2012 – Polska i Ukraina
     Państwa zakwalifikowane do Euro 2012
     Państwa niezakwalifikowane do Euro 2012
     Państwa niebędące członkami UEFA
| Drużyna    | Zakwalifikowana jako                     | Data kwalifikacji         | Liczba występów w ME                                            | Najlepszy wynik w ME           | Ranking FIFA | Rezultat     |
| ---------- | ---------------------------------------- | ------------------------- | --------------------------------------------------------------- | ------------------------------ | ------------ | ------------ |
| Polska     | współgospodarz                           | 18 kwietnia 2007(dts)     | 1 (2008)                                                        | Faza grupowa (2008)            | 62           | Faza grupowa |
| Ukraina    | współgospodarz                           | 18 kwietnia 2007(dts)     | debiutant                                                       | –                              | 52           | Faza grupowa |
| Niemcy     | zwycięzca Grupy A                        | 2 września 2011(dts)      | 10 (1972, 1976, 1980, 1984, 1988, 1992, 1996, 2000, 2004, 2008) | Mistrzostwo (1972, 1980, 1996) | 3            | Półfinał     |
| Rosja      | zwycięzca Grupy B                        | 11 października 2011(dts) | 3 (1996, 2004, 2008)                                            | III/IV miejsce (2008)          | 13           | Faza grupowa |
| Włochy     | zwycięzca Grupy C                        | 6 września 2011(dts)      | 7 (1968, 1980, 1988, 1996, 2000, 2004, 2008)                    | Mistrzostwo (1968)             | 12           | II miejsce   |
| Francja    | zwycięzca Grupy D                        | 11 października 2011(dts) | 7 (1960, 1984, 1992, 1996, 2000, 2004, 2008)                    | Mistrzostwo (1984, 2000)       | 14           | Ćwierćfinał  |
| Holandia   | zwycięzca Grupy E                        | 6 września 2011(dts)      | 8 (1976, 1980, 1988, 1992, 1996, 2000, 2004, 2008)              | Mistrzostwo (1988)             | 4            | Faza grupowa |
| Grecja     | zwycięzca Grupy F                        | 11 października 2011(dts) | 3 (1980, 2004, 2008)                                            | Mistrzostwo (2004)             | 15           | Ćwierćfinał  |
| Anglia     | zwycięzca Grupy G                        | 7 października 2011(dts)  | 7 (1968, 1980, 1988, 1992, 1996, 2000, 2004)                    | III miejsce (1968)             | 6            | Ćwierćfinał  |
| Dania      | zwycięzca Grupy H                        | 11 października 2011(dts) | 7 (1964, 1984, 1988, 1992, 1996, 2000, 2004)                    | Mistrzostwo (1992)             | 9            | Faza grupowa |
| Hiszpania  | zwycięzca Grupy I                        | 6 września 2011(dts)      | 8 (1964, 1980, 1984, 1988, 1996, 2000, 2004, 2008)              | Mistrzostwo (1964, 2008)       | 1            | Mistrzostwo  |
| Szwecja    | najlepszy wicemistrz grup eliminacyjnych | 11 października 2011(dts) | 4 (1992, 2000, 2004, 2008)                                      | III/IV miejsce (1992)          | 17           | Faza grupowa |
| Chorwacja  | zwycięstwo – baraż 1                     | 15 listopada 2011(dts)    | 3 (1996, 2004, 2008)                                            | Ćwierćfinał (1996, 2008)       | 8            | Faza grupowa |
| Irlandia   | zwycięstwo – baraż 2                     | 15 listopada 2011(dts)    | 1 (1988)                                                        | Faza grupowa (1988)            | 18           | Faza grupowa |
| Czechy     | zwycięstwo – baraż 3                     | 15 listopada 2011(dts)    | 4 (1996, 2000, 2004, 2008)                                      | II miejsce (1996)              | 27           | Ćwierćfinał  |
| Portugalia | zwycięstwo – baraż 4                     | 15 listopada 2011(dts)    | 5 (1984, 1996, 2000, 2004, 2008)                                | II miejsce (2004)              | 10           | Półfinał     |

### Podział na koszyki
Uroczystość ostatecznego losowania do finałów UEFA EURO 2012, miała miejsce 2 grudnia 2011 w Ukraińskiej Akademii Sztuk Pięknych w Kijowie na Ukrainie. Wielogodzinna ceremonia była prowadzona przez znaną ukraińską dziennikarkę Olgę Freimut oraz polskiego dziennikarza Piotra Sobczyńskiego. Obok Michela Platiniego zasiedli prezes ukraińskiej federacji piłkarskiej Hryhorij Surkis oraz Grzegorz Lato. Głównym punktem było przemówienie prezydenta Wiktora Janukowycza.
Tak jak miało to miejsce w finałach 2004 oraz 2008, szesnastu finalistów zostało podzielonych na cztery koszyki, używając terminologii UEFA. Gospodarzom przysługiwał przywilej losowania z koszyka nr 1 z Hiszpanią, jako drużyną broniącą tytułu.
W procedurze losowania, do każdej z 4 grup została przypisana jedna drużyna z każdego koszyka. Ustalenie grafiku uzależnione było od miejsca w koszyku (np. A2, A3 lub A4). Z powodów logistycznych, Polska i Ukraina otrzymały miejsca A1 i D1. Piłki były losowane przez poprzednich zawodników drużyn, które zdobyły Mistrzostwa Europy: Horsta Hrubescha, Marco van Bastena, Petera Schmeichela oraz Zinédine’a Zidane’a.
| Koszyk 1                                  | Koszyk 2                           | Koszyk 3                                    | Koszyk 4                              |
| ----------------------------------------- | ---------------------------------- | ------------------------------------------- | ------------------------------------- |
| - Polska - Ukraina - Hiszpania - Holandia | - Niemcy - Włochy - Anglia - Rosja | - Chorwacja - Grecja - Portugalia - Szwecja | - Dania - Francja - Czechy - Irlandia |

## Faza grupowa
Po rozegraniu wszystkich meczów fazy grupowej do ćwierćfinałów awansują dwie drużyny, które zdobyły najwięcej punktów w grupie. Za zwycięstwo w meczu przyznawane są 3 punkty, za remis – 1 punkt. W przypadku gdy dwie lub więcej drużyn uzyskają tę samą liczbę punktów, o awansie decydują kolejno kryteria określone przez UEFA:
Gdy dokładnie dwie drużyny mają tyle samo punktów, o awansie decyduje:
1. Liczba punktów zdobytych przez drużyny w bezpośrednim meczu rozegranym między nimi (tzn. w przypadku, gdy w takim meczu padł remis, przechodzi się do punktu nr 2.);
2. Bilans bramek obu drużyn, z uwzględnieniem wszystkich meczów w grupie;
3. Liczba strzelonych bramek przez obie drużyny we wszystkich meczach w grupie;
4. współczynnik UEFA z eliminacji do mistrzostw Europy w piłce nożnej 2008, eliminacji do mistrzostw świata w piłce nożnej 2010, eliminacji do mistrzostw Europy w piłce nożnej 2012 oraz z mistrzostw Europy w piłce nożnej 2008, mistrzostw świata w piłce nożnej 2010;
5. zachowanie drużyn pod względem fair play (w finałach mistrzostw);
6. losowanie.

Gdy więcej niż dwie drużyny mają tyle samo punktów, o awansie decyduje:
1. Liczba punktów zdobytych przez drużyny w bezpośrednich meczach rozegranych między nimi;
2. Bilans bramek drużyn z uwzględnieniem meczów, które rozegrały one między sobą;
3. Liczba strzelonych bramek przez drużyny – również w meczach, które rozegrały między sobą;
4. Jeżeli po rozpatrzeniu punktów 1-3 dwie drużyny ciągle zajmują ex-aequo jedno miejsce, punkty 1) do 3) rozpatruje się ponownie dla tych dwóch drużyn, aby ostatecznie ustalić ich pozycje w grupie. Jeśli ta procedura nie wyłoni zwycięzcy, stosuje się po kolei punkty od 5 do 9;
5. Bilans bramek obu drużyn, z uwzględnieniem wszystkich meczów w grupie;
6. Liczba strzelonych bramek przez obie drużyny we wszystkich meczach w grupie;
7. współczynnik UEFA z eliminacji do mistrzostw Europy w piłce nożnej 2008, eliminacji do mistrzostw świata w piłce nożnej 2010, eliminacji do mistrzostw Europy w piłce nożnej 2012 oraz z mistrzostw Europy w piłce nożnej 2008, mistrzostw świata w piłce nożnej 2010;
8. zachowanie drużyn pod względem fair play (w finałach mistrzostw);
9. losowanie.

Jeżeli dwie drużyny uzyskały tę samą liczbę punktów, tę samą liczbę bramek i remisują pod koniec ostatniego meczu grupowego między tymi drużynami, kolejność tych drużyn rozstrzygają rzuty karne, pod warunkiem, że żadne inne drużyny nie uzyskały tej samej liczby punktów we wszystkich meczach grupowych. Jeżeli więcej niż dwie drużyny uzyska tę samą liczbę punktów, stosuje się wyżej wymienione kryteria.
Legenda do tabelek:
- Pkt – liczba punktów
- M – liczba meczów
- W – wygrane
- R – remisy
- P – porażki
- Br+ – bramki zdobyte
- Br− – bramki stracone
- +/− – różnica bramek

| awans do ćwierćfinału  |
| odpadnięcie z turnieju |

### Grupa A

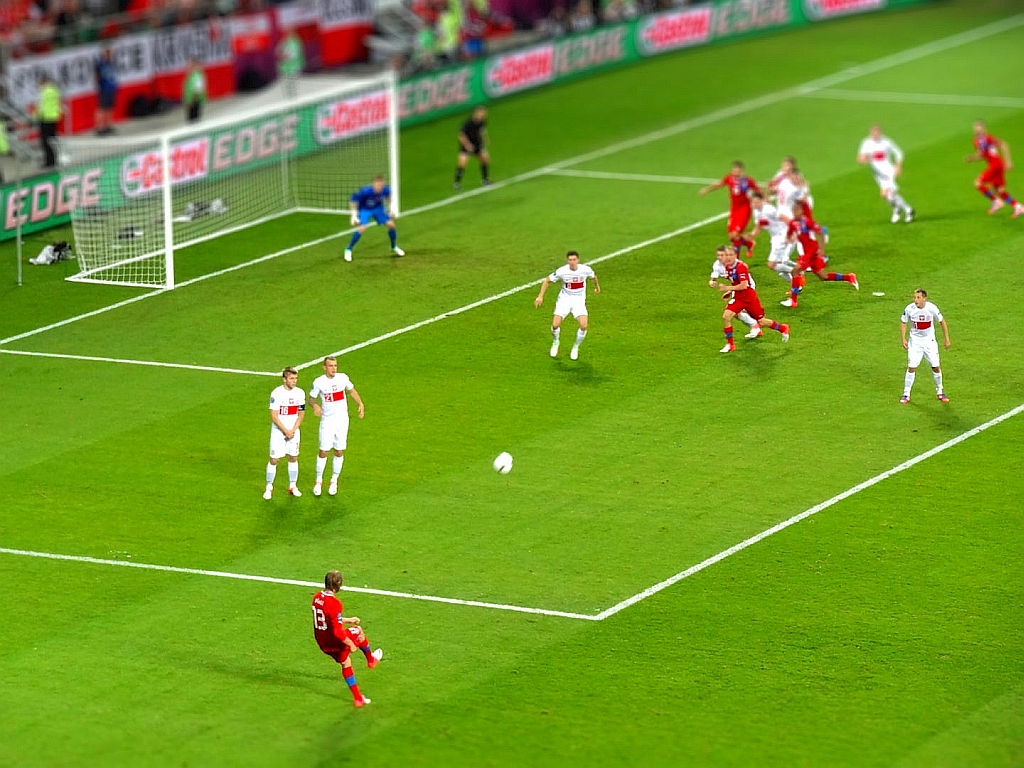
Mecz: Polska – Czechy

| Zespół | Pkt | M | W | R | P | Br+ | Br− | +/− |
| ------ | --- | - | - | - | - | --- | --- | --- |
| Czechy | 6   | 3 | 2 | 0 | 1 | 4   | 5   | −1  |
| Grecja | 4   | 3 | 1 | 1 | 1 | 3   | 3   | 0   |
| Rosja  | 4   | 3 | 1 | 1 | 1 | 5   | 3   | +2  |
| Polska | 2   | 3 | 0 | 2 | 1 | 2   | 3   | −1  |

| 8 czerwca 2012 18:00 CEST | Polska · Robert Lewandowski 17' | 1:1(1:0)Raport | Grecja · 51' Dimitris Salpingidis | Stadion Narodowy, Warszawa Widzów: 56 826 Sędzia: Carlos Velasco Carballo |
|                           |                                 |                |                                   |                                                                           |

| 8 czerwca 2012 20:45 CEST | Rosja · Ałan Dzagojew 15', 79' · Roman Szyrokow 24' · Roman Pawluczenko 82' | 4:1(2:0)Raport | Czechy · 52' Václav Pilař | Stadion Miejski, Wrocław Widzów: 40 803 Sędzia: Howard Webb |
|                           |                                                                             |                |                           |                                                             |

| 12 czerwca 2012 18:00 CEST | Grecja · Theofanis Gekas 53' | 1:2(0:2)Raport | Czechy · 3' Petr Jiráček · 6' Václav Pilař | Stadion Miejski, Wrocław Widzów: 41 105 Sędzia: Stéphane Lannoy |
|                            |                              |                |                                            |                                                                 |

| 12 czerwca 2012 20:45 CEST | Polska · Jakub Błaszczykowski 57' | 1:1(0:1)Raport | Rosja · 37' Ałan Dzagojew | Stadion Narodowy, Warszawa Widzów: 55 920 Sędzia: Wolfgang Stark |
|                            |                                   |                |                           |                                                                  |

| 16 czerwca 2012 20:45 CEST | Czechy · Petr Jiráček 72' | 1:0(0:0)Raport | Polska | Stadion Miejski, Wrocław Widzów: 41 480 Sędzia: Craig Thomson |
|                            |                           |                |        |                                                               |

| 16 czerwca 2012 20:45 CEST | Grecja · Jorgos Karangunis 45+2' | 1:0(1:0)Raport | Rosja | Stadion Narodowy, Warszawa Widzów: 55 614 Sędzia: Jonas Eriksson |
|                            |                                  |                |       |                                                                  |

### Grupa B

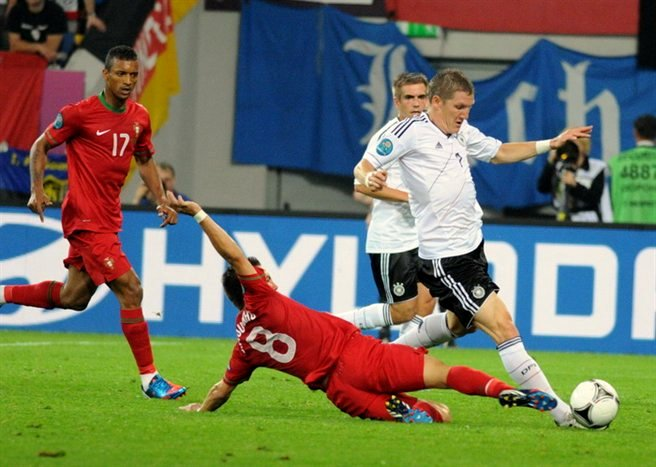
Mecz: Niemcy – Portugalia

| Zespół     | Pkt | M | W | R | P | Br+ | Br− | +/− |
| ---------- | --- | - | - | - | - | --- | --- | --- |
| Niemcy     | 9   | 3 | 3 | 0 | 0 | 5   | 2   | +3  |
| Portugalia | 6   | 3 | 2 | 0 | 1 | 5   | 4   | +1  |
| Dania      | 3   | 3 | 1 | 0 | 2 | 4   | 5   | −1  |
| Holandia   | 0   | 3 | 0 | 0 | 3 | 2   | 5   | −3  |

| 9 czerwca 2012 19:00 EEST | Holandia | 0:1(0:1)Raport | Dania · 24' Michael Krohn-Dehli | Stadion Metalist, Charków Widzów: 35 923 Sędzia: Damir Skomina |
|                           |          |                |                                 |                                                                |

| 9 czerwca 2012 21:45 EEST | Niemcy · Mario Gómez 72' | 1:0(0:0)Raport | Portugalia | Arena Lwów, Lwów Widzów: 32 990 Sędzia: Stéphane Lannoy |
|                           |                          |                |            |                                                         |

| 13 czerwca 2012 19:00 EEST | Dania · Nicklas Bendtner 41', 80' | 2:3(1:2)Raport | Portugalia · 24' Pepe · 36' Hélder Postiga · 87' Silvestre Varela | Arena Lwów, Lwów Widzów: 31 840 Sędzia: Craig Thomson |
|                            |                                   |                |                                                                   |                                                       |

| 13 czerwca 2012 21:45 EEST | Holandia · Robin van Persie 72' | 1:2(0:2)Raport | Niemcy · 24', 38' Mario Gómez | Stadion Metalist, Charków Widzów: 37 750 Sędzia: Jonas Eriksson |
|                            |                                 |                |                               |                                                                 |

| 17 czerwca 2012 21:45 EEST | Portugalia · Cristiano Ronaldo 28', 74' | 2:1(1:1)Raport | Holandia · 11' Rafael van der Vaart | Stadion Metalist, Charków Widzów: 37 445 Sędzia: Nicola Rizzoli |
|                            |                                         |                |                                     |                                                                 |

| 17 czerwca 2012 21:45 EEST | Dania · Michael Krohn-Dehli 24' | 1:2(1:1)Raport | Niemcy · 19' Lukas Podolski · 80' Lars Bender | Arena Lwów, Lwów Widzów: 32 990 Sędzia: Carlos Velasco Carballo |
|                            |                                 |                |                                               |                                                                 |

### Grupa C

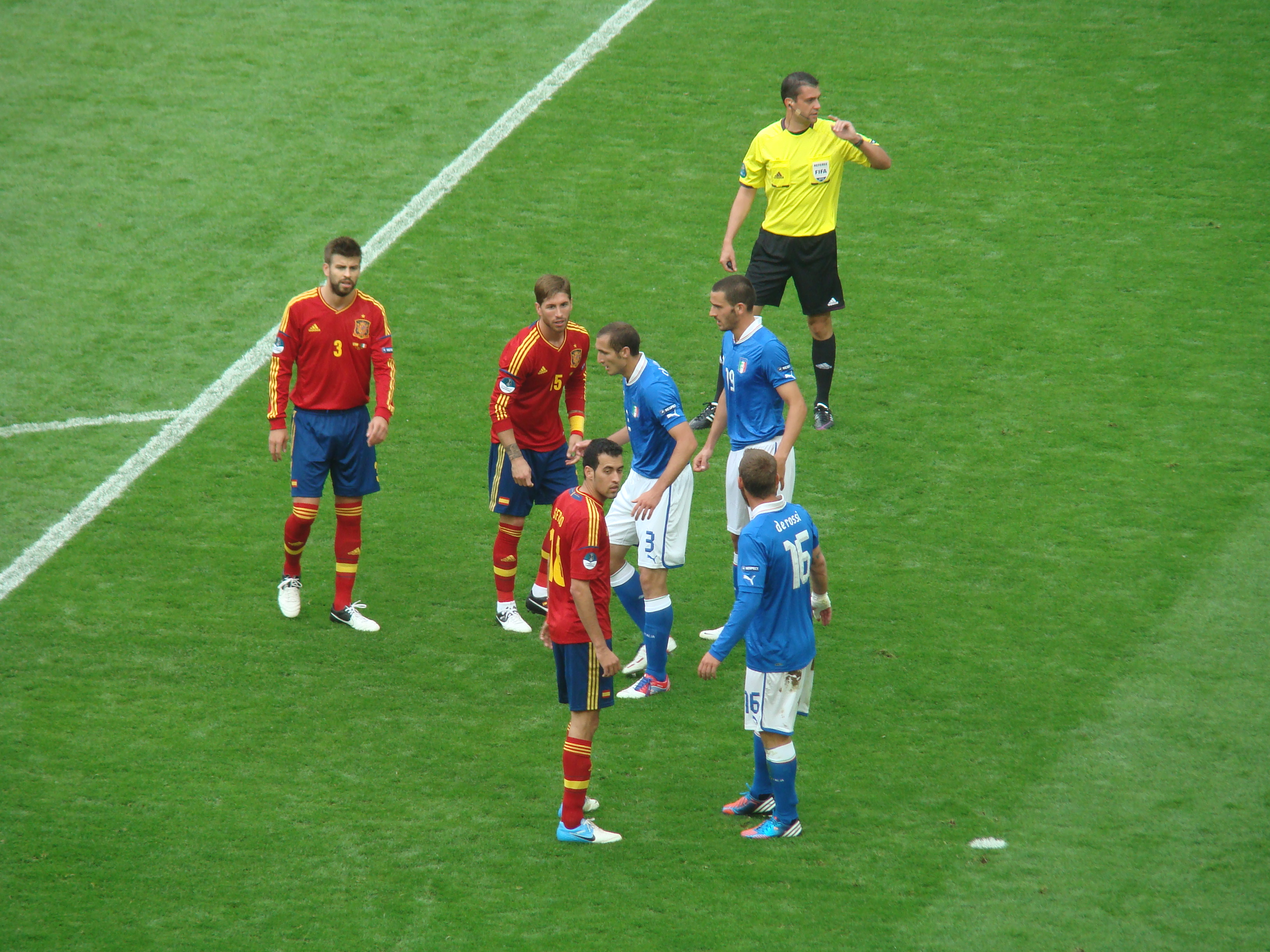
Mecz: Hiszpania – Włochy

| Zespół    | Pkt | M | W | R | P | Br+ | Br− | +/− |
| --------- | --- | - | - | - | - | --- | --- | --- |
| Hiszpania | 7   | 3 | 2 | 1 | 0 | 6   | 1   | +5  |
| Włochy    | 5   | 3 | 1 | 2 | 0 | 4   | 2   | +2  |
| Chorwacja | 4   | 3 | 1 | 1 | 1 | 4   | 3   | +1  |
| Irlandia  | 0   | 3 | 0 | 0 | 3 | 1   | 9   | −8  |

| 10 czerwca 2012 18:00 CEST | Hiszpania · Cesc Fàbregas 64' | 1:1(0:0)Raport | Włochy · 61' Antonio Di Natale | PGE Arena, Gdańsk Widzów: 38 869 Sędzia: Viktor Kassai |
|                            |                               |                |                                |                                                        |

| 10 czerwca 2012 20:45 CEST | Irlandia · Sean St Ledger 19' | 1:3(1:2)Raport | Chorwacja · 3', 48' Mario Mandžukić · 43' Nikica Jelavić | Stadion Miejski, Poznań Widzów: 39 550 Sędzia: Björn Kuipers |
|                            |                               |                |                                                          |                                                              |

| 14 czerwca 2012 18:00 CEST | Włochy · Andrea Pirlo 39' | 1:1(1:0)Raport | Chorwacja · 72' Mario Mandžukić | Stadion Miejski, Poznań Widzów: 37 096 Sędzia: Howard Webb |
|                            |                           |                |                                 |                                                            |

| 14 czerwca 2012 20:45 CEST | Hiszpania · Fernando Torres 4', 70' · David Silva 49' · Cesc Fàbregas 83' | 4:0(1:0)Raport | Irlandia | PGE Arena, Gdańsk Widzów: 39 150 Sędzia: Pedro Proença |
|                            |                                                                           |                |          |                                                        |

| 18 czerwca 2012 20:45 CEST | Chorwacja | 0:1(0:0)Raport | Hiszpania · 88' Jesús Navas | PGE Arena, Gdańsk Widzów: 39 076 Sędzia: Wolfgang Stark |
|                            |           |                |                             |                                                         |

| 18 czerwca 2012 20:45 CEST | Włochy · Antonio Cassano 35' · Mario Balotelli 90' | 2:0(1:0)Raport | Irlandia | Stadion Miejski, Poznań Widzów: 38 794 Sędzia: Cüneyt Çakır |
|                            |                                                    |                |          |                                                             |

### Grupa D

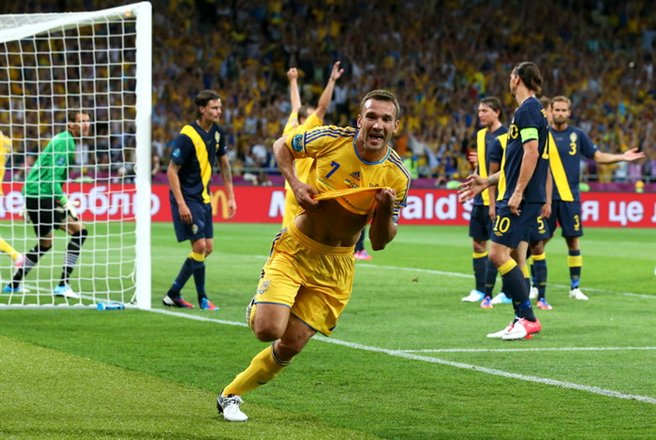
Mecz: Ukraina – Szwecja

| Zespół  | Pkt | M | W | R | P | Br+ | Br− | +/− |
| ------- | --- | - | - | - | - | --- | --- | --- |
| Anglia  | 7   | 3 | 2 | 1 | 0 | 5   | 3   | +2  |
| Francja | 4   | 3 | 1 | 1 | 1 | 3   | 3   | 0   |
| Ukraina | 3   | 3 | 1 | 0 | 2 | 2   | 4   | −2  |
| Szwecja | 3   | 3 | 1 | 0 | 2 | 5   | 5   | 0   |

| 11 czerwca 2012 19:00 EEST | Francja · Samir Nasri 39' | 1:1(1:1)Raport | Anglia · 30' Joleon Lescott | Donbas Arena, Donieck Widzów: 47 400 Sędzia: Nicola Rizzoli |
|                            |                           |                |                             |                                                             |

| 11 czerwca 2012 21:45 EEST | Ukraina · Andrij Szewczenko 55', 62' | 2:1(0:0)Raport | Szwecja · 52' Zlatan Ibrahimović | Stadion Olimpijski, Kijów Widzów: 64 290 Sędzia: Cüneyt Çakır |
|                            |                                      |                |                                  |                                                               |

| 15 czerwca 2012 19:00 EEST | Ukraina | 0:2(0:0)Raport | Francja · 53' Jérémy Ménez · 56' Yohan Cabaye | Donbas Arena, Donieck Widzów: 48 000 Sędzia: Björn Kuipers |
|                            |         |                |                                               |                                                            |

| 15 czerwca 2012 21:45 EEST | Szwecja · Glen Johnson 49' (sam.) · Olof Mellberg 59' | 2:3(0:1)Raport | Anglia · 24' Andy Carroll · 64' Theo Walcott · 78' Danny Welbeck | Stadion Olimpijski, Kijów Widzów: 64 640 Sędzia: Damir Skomina |
|                            |                                                       |                |                                                                  |                                                                |

| 19 czerwca 2012 21:45 EEST | Anglia · Wayne Rooney 48' | 1:0(0:0)Raport | Ukraina | Donbas Arena, Donieck Widzów: 48 700 Sędzia: Viktor Kassai |
|                            |                           |                |         |                                                            |

| 19 czerwca 2012 21:45 EEST | Szwecja · Zlatan Ibrahimović 54' · Sebastian Larsson 90+1' | 2:0(0:0)Raport | Francja | Stadion Olimpijski, Kijów Widzów: 63 010 Sędzia: Pedro Proença |
|                            |                                                            |                |         |                                                                |

## Faza pucharowa
Do fazy pucharowej awansują drużyny, które zajęły dwa pierwsze miejsca w każdej grupie. Od tej fazy gra toczy się systemem pucharowym (przegrany odpada). W razie remisu zostanie rozegrana dogrywka, jeśli i ona nie wyłoni zwycięzcy, następuje seria rzutów karnych.
|  |                            |              |                            |                           |       |            |                      |           |  |  |       |       |       |
|  | Ćwierćfinały               | Ćwierćfinały | Ćwierćfinały               |                           |       | Półfinały  | Półfinały            | Półfinały |  |  | Finał | Finał | Finał |
|  | Ćwierćfinały               | Ćwierćfinały | Ćwierćfinały               |                           |       | Półfinały  | Półfinały            | Półfinały |  |  | Finał | Finał | Finał |
|  | 21 czerwca 2012 – Warszawa |              |                            |                           |       |            |                      |           |  |  |       |       |       |
|  |                            |              |                            |                           |       |            |                      |           |  |  |       |       |       |
|  | 1A                         | Czechy       | 0                          |                           |       |            |                      |           |  |  |       |       |       |
|  | 1A                         | Czechy       | 0                          | 27 czerwca 2012 – Donieck |       |            |                      |           |  |  |       |       |       |
|  | 2B                         | Portugalia   | 1                          |                           |       |            |                      |           |  |  |       |       |       |
|  | 2B                         | Portugalia   | 1                          |                           |       | Portugalia | Portugalia           | 0 (2)     |  |  |       |       |       |
|  | 23 czerwca 2012 – Donieck  |              |                            |                           |       | Portugalia | Portugalia           | 0 (2)     |  |  |       |       |       |
|  |                            |              | Hiszpania                  | Hiszpania                 | 0 (4) |            |                      |           |  |  |       |       |       |
|  | 1C                         | Hiszpania    | Hiszpania                  | Hiszpania                 | 0 (4) | 2          |                      |           |  |  |       |       |       |
|  | 1C                         | Hiszpania    |                            |                           |       | 2          | 1 lipca 2012 – Kijów |           |  |  |       |       |       |
|  | 2D                         | Francja      | 0                          |                           |       |            |                      |           |  |  |       |       |       |
|  | 2D                         | Francja      | 0                          |                           |       | Hiszpania  | Hiszpania            | 4         |  |  |       |       |       |
|  | 22 czerwca 2012 – Gdańsk   |              |                            |                           |       | Hiszpania  | Hiszpania            | 4         |  |  |       |       |       |
|  |                            |              | Włochy                     | Włochy                    | 0     |            |                      |           |  |  |       |       |       |
|  | 1B                         | Niemcy       | Włochy                     | Włochy                    | 0     | 4          |                      |           |  |  |       |       |       |
|  | 1B                         | Niemcy       | 28 czerwca 2012 – Warszawa |                           |       | 4          |                      |           |  |  |       |       |       |
|  | 2A                         | Grecja       | 2                          |                           |       |            |                      |           |  |  |       |       |       |
|  | 2A                         | Grecja       | 2                          |                           |       | Niemcy     | Niemcy               | 1         |  |  |       |       |       |
|  | 24 czerwca 2012 – Kijów    |              |                            |                           |       | Niemcy     | Niemcy               | 1         |  |  |       |       |       |
|  |                            |              | Włochy                     | Włochy                    | 2     |            |                      |           |  |  |       |       |       |
|  | 1D                         | Anglia       | Włochy                     | Włochy                    | 2     | 0 (2)      |                      |           |  |  |       |       |       |
|  | 1D                         | Anglia       |                            |                           |       |            |                      |           |  |  |       |       |       |
|  | 2C                         | Włochy       | 0 (4)                      |                           |       |            |                      |           |  |  |       |       |       |
|  | 2C                         | Włochy       | 0 (4)                      |                           |       |            |                      |           |  |  |       |       |       |

### Ćwierćfinały
| 21 czerwca 2012 20:45 CEST | Czechy | 0:1(0:0)Raport | Portugalia · 79' Cristiano Ronaldo | Stadion Narodowy, Warszawa Widzów: 55 590 Sędzia: Howard Webb |
|                            |        |                |                                    |                                                               |

| 22 czerwca 2012 20:45 CEST | Niemcy · Philipp Lahm 39' · Sami Khedira 61' · Miroslav Klose 68' · Marco Reus 74' | 4:2(1:0)Raport | Grecja · 55' Jorgos Samaras · 89' (k) Dimitris Salpingidis | PGE Arena, Gdańsk Widzów: 38 751 Sędzia: Damir Skomina |
|                            |                                                                                    |                |                                                            |                                                        |

| 23 czerwca 2012 21:45 EEST | Hiszpania · Xabi Alonso 19', 90+1' (k) | 2:0(1:0)Raport | Francja | Donbas Arena, Donieck Widzów: 47 000 Sędzia: Nicola Rizzoli |
|                            |                                        |                |         |                                                             |

| 24 czerwca 2012 21:45 EEST                                 | Anglia | 0:0 (dogr.) k. 2:4(0:0)Raport                                                                | Włochy | Stadion Olimpijski, Kijów Widzów: 64 340 Sędzia: Pedro Proença |
|                                                            |        |                                                                                              |        |                                                                |
|                                                            |        | Rzuty karne                                                                                  |        |                                                                |
| Steven Gerrard · Wayne Rooney · Ashley Young · Ashley Cole |        | Mario Balotelli · Riccardo Montolivo · Andrea Pirlo · Antonio Nocerino · Alessandro Diamanti |        |                                                                |

### Półfinały
| 27 czerwca 2012 21:45 EEST                | Portugalia | 0:0 (dogr.) k. 2:4(0:0)Raport                                              | Hiszpania | Donbas Arena, Donieck Widzów: 48 000 Sędzia: Cüneyt Çakır |
|                                           |            |                                                                            |           |                                                           |
|                                           |            | Rzuty karne                                                                |           |                                                           |
| João Moutinho · Pepe · Nani · Bruno Alves |            | Xabi Alonso · Andrés Iniesta · Gerard Piqué · Sergio Ramos · Cesc Fàbregas |           |                                                           |

| 28 czerwca 2012 20:45 CEST | Niemcy · Mesut Özil 90+2' (k) | 1:2(0:2)Raport | Włochy · 20', 36' Mario Balotelli | Stadion Narodowy, Warszawa Widzów: 55 540 Sędzia: Stéphane Lannoy |
|                            |                               |                |                                   |                                                                   |

### Finał
| 1 lipca 2012 21:45 EEST | Hiszpania · David Silva 14' · Jordi Alba 41' · Fernando Torres 84' · Juan Mata 88' | 4:0(2:0) | Włochy | Stadion Olimpijski, Kijów Widzów: 63 170 Sędzia: Pedro Proença |

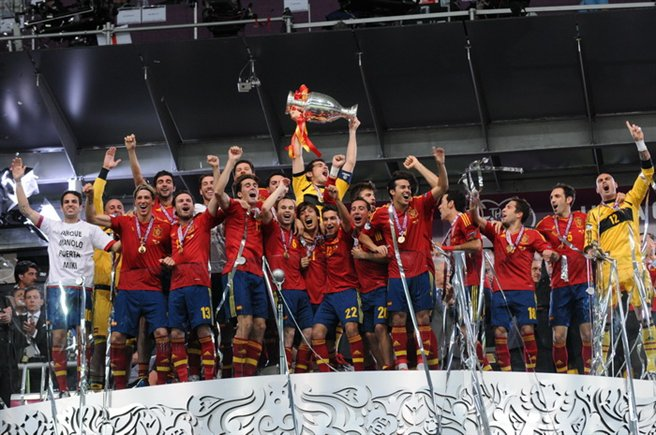
Zwycięzca Mistrzostw – Hiszpania z pucharem

|                         |                                                                                    |          |        |                                                                |

## Klasyfikacja
| złoto                          | C | Hiszpania  | 14 | 6 | 4 | 2 | 0 | 12 | 1 | +11 |
| srebro                         | C | Włochy     | 9  | 6 | 2 | 3 | 1 | 6  | 7 | −1  |
| brąz                           | B | Niemcy     | 12 | 5 | 4 | 0 | 1 | 10 | 6 | +4  |
| brąz                           | B | Portugalia | 10 | 5 | 3 | 1 | 1 | 6  | 4 | +2  |
| Wyeliminowane w ćwierćfinale   |   |            |    |   |   |   |   |    |   |     |
| 5                              | D | Anglia     | 8  | 4 | 2 | 2 | 0 | 5  | 3 | +2  |
| 6                              | A | Czechy     | 6  | 4 | 2 | 0 | 2 | 4  | 6 | −2  |
| 7                              | A | Grecja     | 4  | 4 | 1 | 1 | 2 | 6  | 8 | −2  |
| 8                              | D | Francja    | 4  | 4 | 1 | 1 | 2 | 3  | 4 | −1  |
| Wyeliminowane w fazie grupowej |   |            |    |   |   |   |   |    |   |     |
| 9                              | A | Rosja      | 4  | 3 | 1 | 1 | 1 | 5  | 3 | +2  |
| 10                             | C | Chorwacja  | 4  | 3 | 1 | 1 | 1 | 4  | 3 | +1  |
| 11                             | B | Dania      | 3  | 3 | 1 | 0 | 2 | 4  | 5 | −1  |
| 12                             | D | Ukraina    | 3  | 3 | 1 | 0 | 2 | 2  | 4 | −2  |
| 13                             | D | Szwecja    | 3  | 3 | 1 | 0 | 2 | 5  | 5 | 0   |
| 14                             | A | Polska     | 2  | 3 | 0 | 2 | 1 | 2  | 3 | −1  |
| 15                             | B | Holandia   | 0  | 3 | 0 | 0 | 3 | 2  | 5 | −3  |
| 16                             | C | Irlandia   | 0  | 3 | 0 | 0 | 3 | 1  | 9 | −8  |

## Strzelcy

### 3 gole
- Mario Mandžukić
- Fernando Torres
- Mario Gómez
- Cristiano Ronaldo
- Ałan Dzagojew
- Mario Balotelli

### 2 gole
- Petr Jiráček
- Václav Pilař
- Nicklas Bendtner
- Michael Krohn-Dehli
- Dimitris Salpingidis
- Xabi Alonso
- Cesc Fàbregas
- David Silva
- Zlatan Ibrahimović
- Andrij Szewczenko

### 1 gol
- Andy Carroll
- Joleon Lescott
- Wayne Rooney
- Theo Walcott
- Danny Welbeck
- Nikica Jelavić
- Yohan Cabaye
- Jérémy Ménez
- Samir Nasri
- Theofanis Gekas
- Jorgos Karangunis
- Jorgos Samaras
- Jordi Alba
- Juan Mata
- Jesús Navas
- Robin van Persie
- Rafael van der Vaart
- Sean St Ledger
- Lars Bender
- Sami Khedira
- Miroslav Klose
- Philipp Lahm
- Mesut Özil
- Lukas Podolski
- Marco Reus
- Jakub Błaszczykowski
- Robert Lewandowski
- Pepe
- Hélder Postiga
- Silvestre Varela
- Roman Pawluczenko
- Roman Szyrokow
- Sebastian Larsson
- Olof Mellberg
- Antonio Cassano
- Antonio Di Natale
- Andrea Pirlo

Gole samobójcze
- Glen Johnson (dla Szwecji)

## Nagrody indywidualne

### MVP
- Andrés Iniesta

### Złoty but
- Fernando Torres
Nagroda przyznana została najlepszemu strzelcowi turnieju. W przypadku remisu ważna jest liczba asyst. Spośród 6 zawodników z największą liczbą bramek jedynie Torres i Niemiec Mario Gómez mieli na koncie jedną asystę. W takiej sytuacji liczy się mniejsza liczba minut spędzonych na boisku: Torres – 189 minut, Gómez – 281 minut.

### Król strzelców
- Mario Mandžukić
- Mario Gómez
- Cristiano Ronaldo
- Ałan Dzagojew
- Mario Balotelli
- Fernando Torres

### Drużyna turnieju
| Bramkarze        | Obrońcy        | Pomocnicy        | Napastnicy         |
| Iker Casillas    | Jordi Alba     | Steven Gerrard   | Cesc Fàbregas      |
| Manuel Neuer     | Gerard Piqué   | Sami Khedira     | David Silva        |
| Gianluigi Buffon | Sergio Ramos   | Mesut Özil       | Mario Balotelli    |
|                  | Philipp Lahm   | Andrea Pirlo     | Cristiano Ronaldo  |
|                  | Fábio Coentrão | Daniele De Rossi | Zlatan Ibrahimović |
|                  | Pepe           | Xabi Alonso      |                    |
|                  |                | Sergio Busquets  |                    |
|                  |                | Xavi             |                    |
|                  |                | Andrés Iniesta   |                    |

## Kartki
| Zawodnik                | Reprezentacja |   |   |
| ----------------------- | ------------- | - | - |
| Sokratis Papastatopulos | Grecja        | 3 | 1 |
| Keith Andrews           | Irlandia      | 3 | 1 |
| Wojciech Szczęsny       | Polska        | 0 | 1 |
| David Limberský         | Czechy        | 2 | 0 |
| Jérémy Ménez            | Francja       | 2 | 0 |
| Philippe Mexès          | Francja       | 2 | 0 |
| José Holebas            | Grecja        | 2 | 0 |
| Jorgos Karangunis       | Grecja        | 2 | 0 |
| Xabi Alonso             | Hiszpania     | 2 | 0 |
| Álvaro Arbeloa          | Hiszpania     | 2 | 0 |
| Sergio Ramos            | Hiszpania     | 2 | 0 |
| Jetro Willems           | Holandia      | 2 | 0 |
| Sean St Ledger          | Irlandia      | 2 | 0 |
| Jérôme Boateng          | Niemcy        | 2 | 0 |
| Eugen Polanski          | Polska        | 2 | 0 |
| Fábio Coentrão          | Portugalia    | 2 | 0 |
| João Pereira            | Portugalia    | 2 | 0 |
| Miguel Veloso           | Portugalia    | 2 | 0 |
| Ałan Dzagojew           | Rosja         | 2 | 0 |
| Anders Svensson         | Szwecja       | 2 | 0 |
| Anatolij Tymoszczuk     | Ukraina       | 2 | 0 |
| Mario Balotelli         | Włochy        | 2 | 0 |
| Andrea Barzagli         | Włochy        | 2 | 0 |
| Leonardo Bonucci        | Włochy        | 2 | 0 |
| Daniele De Rossi        | Włochy        | 2 | 0 |
| Christian Maggio        | Włochy        | 2 | 0 |
| Thiago Motta            | Włochy        | 2 | 0 |
| Ashley Cole             | Anglia        | 1 | 0 |
| Steven Gerrard          | Anglia        | 1 | 0 |
| James Milner            | Anglia        | 1 | 0 |
| Alex Oxlade-Chamberlain | Anglia        | 1 | 0 |
| Ashley Young            | Anglia        | 1 | 0 |
| Vedran Ćorluka          | Chorwacja     | 1 | 0 |
| Nikica Jelavić          | Chorwacja     | 1 | 0 |
| Niko Kranjčar           | Chorwacja     | 1 | 0 |
| Mario Mandžukić         | Chorwacja     | 1 | 0 |
| Luka Modrić             | Chorwacja     | 1 | 0 |
| Ivan Rakitić            | Chorwacja     | 1 | 0 |
| Gordon Schildenfeld     | Chorwacja     | 1 | 0 |
| Darijo Srna             | Chorwacja     | 1 | 0 |
| Ivan Strinić            | Chorwacja     | 1 | 0 |
| Petr Jiráček            | Czechy        | 1 | 0 |
| Daniel Kolář            | Czechy        | 1 | 0 |
| Tomáš Pekhart           | Czechy        | 1 | 0 |
| Jaroslav Plašil         | Czechy        | 1 | 0 |
| Tomáš Rosický           | Czechy        | 1 | 0 |
| Lars Jacobsen           | Dania         | 1 | 0 |
| William Kvist           | Dania         | 1 | 0 |
| Jakob Poulsen           | Dania         | 1 | 0 |
| Simon Poulsen           | Dania         | 1 | 0 |
| Yohan Cabaye            | Francja       | 1 | 0 |
| Mathieu Debuchy         | Francja       | 1 | 0 |
| Kyriakos Papadopulos    | Grecja        | 1 | 0 |
| Dimitris Salpingidis    | Grecja        | 1 | 0 |
| Jorgos Samaras          | Grecja        | 1 | 0 |
| Wasilis Torosidis       | Grecja        | 1 | 0 |
| Jordi Alba              | Hiszpania     | 1 | 0 |
| Sergio Busquets         | Hiszpania     | 1 | 0 |
| Javier Martínez         | Hiszpania     | 1 | 0 |
| Gerard Piqué            | Hiszpania     | 1 | 0 |
| Fernando Torres         | Hiszpania     | 1 | 0 |
| Mark van Bommel         | Holandia      | 1 | 0 |
| Nigel de Jong           | Holandia      | 1 | 0 |
| Robin van Persie        | Holandia      | 1 | 0 |
| Robbie Keane            | Irlandia      | 1 | 0 |
| John O’Shea             | Irlandia      | 1 | 0 |
| Glenn Whelan            | Irlandia      | 1 | 0 |
| Holger Badstuber        | Niemcy        | 1 | 0 |
| Mats Hummels            | Niemcy        | 1 | 0 |
| Jakub Błaszczykowski    | Polska        | 1 | 0 |
| Robert Lewandowski      | Polska        | 1 | 0 |
| Rafał Murawski          | Polska        | 1 | 0 |
| Damien Perquis          | Polska        | 1 | 0 |
| Marcin Wasilewski       | Polska        | 1 | 0 |
| Bruno Alves             | Portugalia    | 1 | 0 |
| Raul Meireles           | Portugalia    | 1 | 0 |
| Nani                    | Portugalia    | 1 | 0 |
| Pepe                    | Portugalia    | 1 | 0 |
| Hélder Postiga          | Portugalia    | 1 | 0 |
| Cristiano Ronaldo       | Portugalia    | 1 | 0 |
| Aleksandr Aniukow       | Rosja         | 1 | 0 |
| Igor Dienisow           | Rosja         | 1 | 0 |
| Pawieł Pogriebniak      | Rosja         | 1 | 0 |
| Jurij Żyrkow            | Rosja         | 1 | 0 |
| Rasmus Elm              | Szwecja       | 1 | 0 |
| Samuel Holmén           | Szwecja       | 1 | 0 |
| Kim Källström           | Szwecja       | 1 | 0 |
| Olof Mellberg           | Szwecja       | 1 | 0 |
| Jonas Olsson            | Szwecja       | 1 | 0 |
| Jarosław Rakicki        | Ukraina       | 1 | 0 |
| Jewhen Selin            | Ukraina       | 1 | 0 |
| Andrij Szewczenko       | Ukraina       | 1 | 0 |
| Federico Balzaretti     | Włochy        | 1 | 0 |
| Gianluigi Buffon        | Włochy        | 1 | 0 |
| Giorgio Chiellini       | Włochy        | 1 | 0 |
| Riccardo Montolivo      | Włochy        | 1 | 0 |

## Transmisje telewizyjne
Oficjalnym, jedynym nadawcą w Polsce została Telewizja Polska S.A., na Ukrainie Narodowa Telekompania Ukrainy (NTU) oraz Telewizja Ukraina (TRK). Wszystkie spotkania były transmitowane na żywo w ponad dwustu państwach na świecie.
W przypadku zerwania łączy telewizyjnych mecze Euro 2012 miały być przerywane. Zdecydowano o tym po awarii, która uniemożliwiła większości telewidzów na świecie obejrzenie 21 minut półfinału Niemcy – Turcja w 2008 roku.
W Polsce transmisje można było oglądać w jakości HD: obraz w rozdzielczości 1080i, dźwięk w systemie wielokanałowym Dolby Digital 5.1.
Mecz otwarcia pomiędzy reprezentacjami Polski i Grecji śledziło średnio 12 mln 550 tys. widzów, mecz Polski z Rosją 13 mln 574 tys. widzów, a z Czechami – 12 mln 813 tys. widzów.
Mecz finałowy był dostępny do obejrzenia w technologii 3D.

### Prawa medialne do spotkań
| Kraj                 | Stacja telewizyjna     | Podpisanie umowy                  |
| -------------------- | ---------------------- | --------------------------------- |
| Europa               |                        |                                   |
| Albania              | RTVSH                  | –                                 |
| Armenia              | ARMTV                  | –                                 |
| Austria              | ORF                    | –                                 |
| Azerbejdżan          | İdman Azərbaycan       | 12 września 2011                  |
| Belgia               | RTBF, VRT              | –                                 |
| Białoruś             | BTRC                   | –                                 |
| Bośnia i Hercegowina | BHRT                   | –                                 |
| Bułgaria             | BNT                    | –                                 |
| Chorwacja            | HRT                    | –                                 |
| Cypr                 | CYCBC                  | –                                 |
| Czarnogóra           | RTCG                   | –                                 |
| Czechy               | ČT4 Sport              | –                                 |
| Dania                | TV4                    | 12 maja 2010                      |
| Estonia              | ERR                    | –                                 |
| Finlandia            | YLE, MTV               | –                                 |
| Francja              | TF1, M6, be IN SPORT   | –                                 |
| Grecja               | ERT                    | –                                 |
| Gruzja               | GTVR                   | –                                 |
| Hiszpania            | Mediaset España        | –                                 |
| Holandia             | NOS                    | 30 grudnia 2010                   |
| Irlandia             | RTÉ                    | –                                 |
| Islandia             | RÚV                    | –                                 |
| Izrael               | Charlton               | –                                 |
| Kazachstan           | TV Kazachstan          | 12 września 2011                  |
| Kosowo               | RTK                    | –                                 |
| Litwa                | LRT                    | –                                 |
| Łotwa                | LT                     | –                                 |
| Macedonia Północna   | MKRTV                  | –                                 |
| Malta                | PBS                    | –                                 |
| Mołdawia             | Publika TV             | 23 sierpnia 2010                  |
| Niemcy               | ARD, ZDF               | 28 października 2009              |
| Norwegia             | TV4, NRK, TV2, Canal9  | 12 maja 2010                      |
| Polska               | TVP                    | 3 kwietnia 2009                   |
| Portugalia           | Sport TV RTP, SIC, TVI | 5 listopada 2009 24 sierpnia 2011 |
| Rosja                | RTR, C1R               | –                                 |
| Rumunia              | TVR                    | –                                 |
| Serbia               | RTS                    | –                                 |
| Słowacja             | RTVS                   | 10 stycznia 2012                  |
| Słowenia             | RTVSLO                 | –                                 |
| Szwajcaria           | SRG, SSR               | –                                 |
| Szwecja              | TV4, SVT               | 2 października 2009               |
| Turcja               | TRT                    | –                                 |
| Ukraina              | NTU                    | 23 września 2009                  |
| Węgry                | MTV                    | 8 września 2011                   |
| Wielka Brytania      | BBC, ITV               | –                                 |
| Włochy               | RAI                    | –                                 |

| Kraj                                              | Stacja telewizyjna       | Podpisanie umowy     |
| ------------------------------------------------- | ------------------------ | -------------------- |
| Reszta świata                                     |                          |                      |
| Afryka Subsaharyjska i Afryka Południowa          | SuperSport International | –                    |
| Brazylia                                          | TV Globo                 | 26 stycznia 2010     |
| Brunei                                            | Astro                    | 11 listopada 2010    |
| Kanada                                            | TSN, RDS                 | 1 lutego 2011        |
| Hongkong                                          | PCCW                     | –                    |
| Indonezja                                         | RCTI/Indovision          | 11 listopada 2010    |
| Korea Południowa                                  | KBS, KBSNSports          | –                    |
| Kraje latynoamerykańskie (z wyłączeniem Brazylii) | Televideo Services       | 11 listopada 2010    |
| Liga Państw Arabskich                             | Al Jazeera Sports        | 13 października 2009 |
| Malezja                                           | Astro                    | 11 listopada 2010    |
| Meksyk                                            | OTI                      | 11 listopada 2010    |
| Stany Zjednoczone                                 | ESPN                     | 1 lutego 2011        |
| Subkontynent indyjski                             | NEO Sports               | –                    |
| Tajlandia                                         | Grammy                   | –                    |
| Wenezuela                                         | Meridiano TV             | 11 listopada 2010    |

| Kraj            | Radio                                     |
| --------------- | ----------------------------------------- |
| Nadawcy radiowi |                                           |
| Bułgaria        | BNR                                       |
| Czechy          | ČR                                        |
| Dania           | DR                                        |
| Francja         | Radio France, RMC, Europe 1, RTL-CLT, RFI |
| Hiszpania       | RNE, SER, COPE                            |
| Izrael          | IBA                                       |
| Łotwa           | LR                                        |
| Norwegia        | NRK                                       |
| Polska          | Polskie Radio                             |
| Portugalia      | RTP                                       |
| Rumunia         | ROR                                       |
| Słowacja        | RTVS                                      |
| Szwecja         | SR                                        |
| Ukraina         | NRU                                       |
| Węgry           | MR                                        |

## Oficjalni sponsorzy
- Adidas, Canon, Carlsberg, Castrol, Coca-Cola, Powerade, Continental AG[60], Hyundai-Kia, McDonald’s, Orange i Sharp.

Partnerzy narodowi
- Ukraina: Ukrsocbank PJSC, Epicentrum K, Ukrtelecom
- Polska: Bank Pekao, E. Wedel, MasterCard